# Sagrada Família
Il Tempio Espiatorio della Sacra Famiglia (in spagnolo Templo Expiatorio de la Sagrada Familia; in catalano Temple Expiatori de la Sagrada Família) è una basilica minore spagnola di culto cattolico che si trova a Barcellona, capitale della Catalogna nonché la chiesa più alta al mondo con i suoi 172 metri d'altezza.
Universalmente noto come Sagrada Familia, è un'opera architettonica il cui principale autore è Antoni Gaudí, che nel 1883 subentrò ai lavori di costruzione iniziati un anno prima e ne cambiò lo stile da neogotico a liberty, movimento che a Barcellona e dintorni era noto come modernismo catalano. La vastità del progetto e il suo stile caratteristico ne hanno fatto uno dei principali simboli della città. Secondo i dati del 2011 è il monumento più visitato in Spagna con 4,5 milioni di visitatori all'anno.
I lavori iniziarono nel 1882, senza una procedura logistica, sotto il regno di Alfonso XII di Spagna. L'edificio venne iniziato in stile neogotico, ma quando Gaudi subentrò come progettista dell'opera nel 1883, all'età di 31 anni, fu ridisegnato completamente. Gaudì lavorò alla chiesa dedicandovi interamente gli ultimi 15 anni della sua vita. Secondo gli auspici del comitato promotore, l'opera potrebbe essere completata, nella migliore delle ipotesi, per il 2026, a 144 anni dalla posa della prima pietra e a 100 anni dalla morte di Gaudì, mentre la scalinata d'ingresso e lo spazio antistante (che richiedono la demolizione degli edifici nell'isolato limitrofo) per il 2034. Al 2022 si stima che i lavori attuati per la costruzione della chiesa ammontino all'80% circa dell'intera costruzione. Come accaduto per altri progetti di architetture religiose destinati a durare uno o più secoli la chiesa è stata consacrata ancora prima di essere conclusa. Il 7 novembre 2010 papa Benedetto XVI l'ha elevata al rango di basilica minore.

## Storia

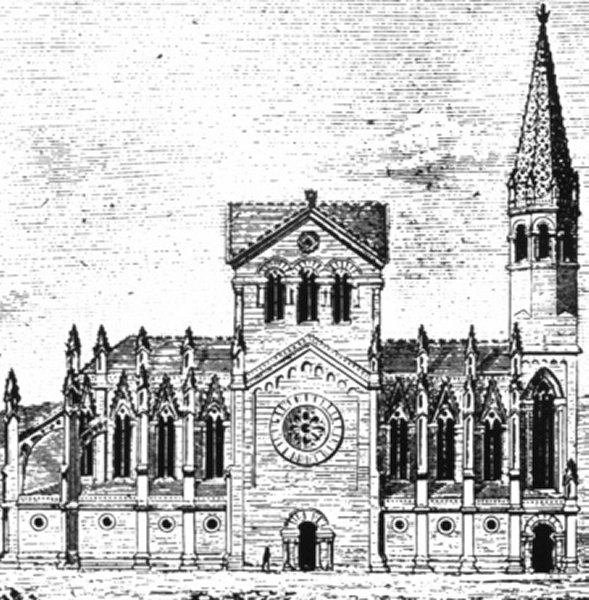
Progetto del 1877 di Francisco de Paula del Villar y Lozano per la Sagrada Familia.

L'idea di realizzare una chiesa di espiazione dedicata alla Sacra Famiglia nell'allora zona periferica di Eixample fu del libraio Josep Maria Bocabella, ispirato dal sacerdote Josep Manyanet i Vives (canonizzato nel 2004) fondatore delle congregazioni dei Figli e delle Missionarie Figlie della Sacra Famiglia, incaricati di promuovere il culto della Sacra Famiglia e promuovere l'educazione cristiana nei giovani e nei bambini. Bocabella fondò l'Asociación de Devotos de San Josep (Associazione spirituale dei devoti di San Giuseppe) con l'obiettivo di raccogliere fondi per la costruzione di un tempio dedicato alla Sacra Famiglia. Nel 1881, grazie alle donazioni ricevute, l'associazione comprò un intero isolato del quartiere Eixample in un luogo conosciuto come El Poblet vicino al Camp de l'Arpa, nel distretto di Sant Martí. Il costo del terreno fu di 172.000 pesetas dell'epoca.
Il progetto fu affidato all'architetto Francisco de Paula del Villar y Lozano, che iniziò l'opera in stile neogotico scartando l'idea di Bocabella di una replica del Santuario di Loreto (che si suppone essere la casa di Giuseppe e Maria a Nazaret). Il progetto di Villar consisteva in una chiesa a tre navate con gli elementi tipici dello stile neogotico come i contrafforti esterni.
La prima pietra fu posta il 19 marzo 1882 (giorno di San Giuseppe), con la presenza del vescovo di Barcellona José María Urquinaona. Gaudí partecipò alla cerimonia perché in precedenza aveva lavorato come assistente a diversi progetti di Villar, non potendo immaginare che sarebbe diventato l'architetto dell'opera.
Nel 1883 Villar si dimise a causa di disaccordi con Joan Martorell, un architetto consulente di Bocabella. Il progetto fu inizialmente offerto allo stesso Martorell, che rifiutando indicò il nome di un giovane architetto trentunenne, Antoni Gaudí, già assistente di Martorell nella realizzazione di diversi edifici ma che non aveva ancora realizzato grandi opere. Gaudí quando assunse la responsabilità del progetto lo modificò interamente, anche se nel proseguire la costruzione della cripta mantenne quanto già costruito. Gaudí lavorò al progetto per oltre 40 anni, dedicando completamente a questa impresa gli ultimi 15 anni della propria vita. Questa dedizione così intensa, oltre all'enormità dell'opera, deriva anche dal fatto che Gaudí definiva molti dettagli man mano che la costruzione avanzava; per lui la presenza personale in cantiere era di fondamentale importanza. Considerava infatti quest'opera come quella della sua vita, seguendola in ogni minimo passaggio.

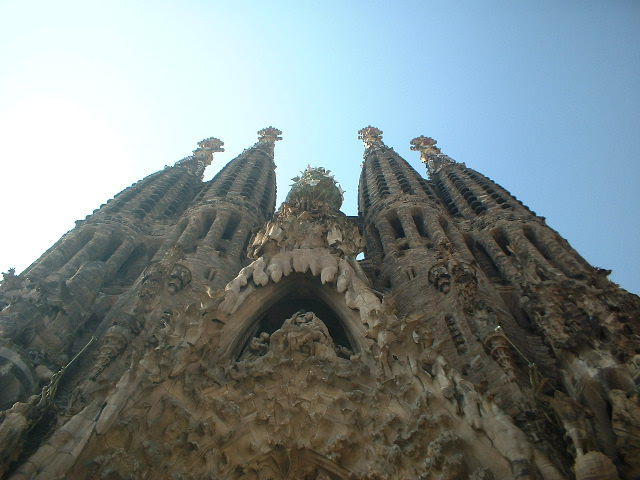
Facciata della Natività.

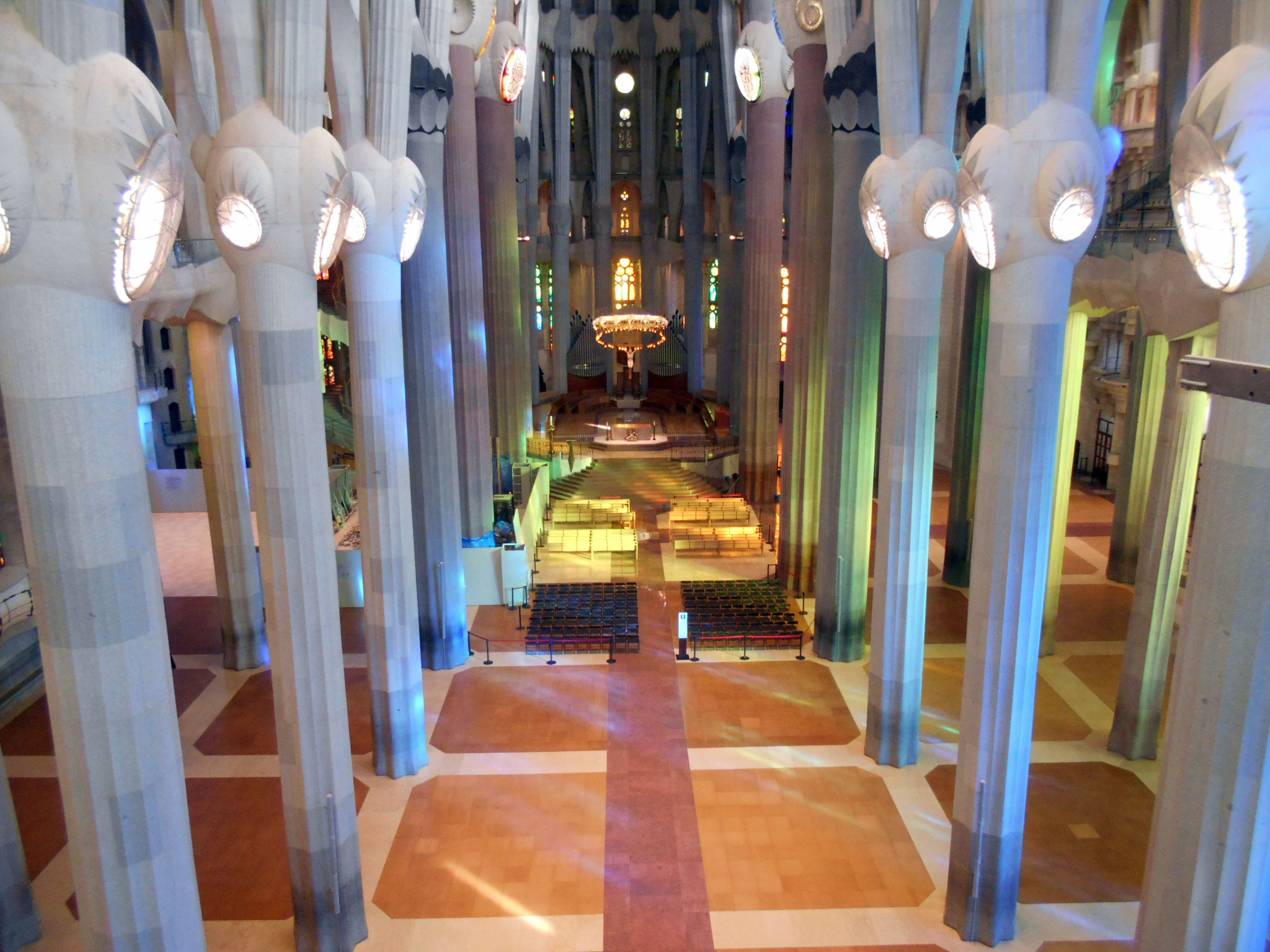
L'interno.

Con l'innalzarsi della costruzione lo stile divenne via via sempre più fantastico, con quattro torri affusolate che ricordano i termitai o i gocciolanti castelli di sabbia dei bambini. Si tratta di forme ereditate dell'architettura neogotica, secondo i cui canoni la chiesa era stata inizialmente concepita: ciononostante, traevano la loro ispirazione dalle forme naturali.
Le torri sono coronate da cuspidi di forma geometrica alte 115 m, rivestite di ceramiche dai colori vivaci, che furono probabilmente influenzate dal cubismo (vennero concluse attorno al 1920). Vi si ammirano anche un gran numero di decorazioni elaborate che vengono ricondotte allo stile dell'Art Nouveau.
Dal 1895 la responsabilità della gestione del progetto è stata affidata alla Junta Constructora del Templo Expiatorio de la Sagrada Familia (Consiglio per la costruzione del Tempio espiatorio della Sacra Famiglia), una fondazione ecclesiastica creata per promuovere la costruzione della chiesa attraverso le donazioni e le iniziative pubbliche e private. L'attuale presidente è il cardinale arcivescovo di Barcellona, Lluís Martínez Sistach. Per la diffusione dei suoi lavori il consiglio pubblica nel 1867 la rivista “El Propagador de la Devoción a San José” che nel 1948 cambia nome nel Templo (Temple, in Catalano). Nel 2001 il consiglio ha ricevuto l'onorificenza Creu de Sant Jordi assegnato dalla Generalitat de Catalunya.
Nel giugno 1926, ben prima che venisse completata la costruzione dell'edificio, Gaudí morì improvvisamente in un incidente, travolto da un tram mentre passeggiava per Barcellona. Durante la sua vita Gaudí riuscì a realizzare soltanto la facciata della Natività (con le sculture di Carles Mani, Llorenç Matamala e Joan Matamala e i disegni di Ricard Opisso) completando solamente una delle torri, quella di San Barnaba. Alla sua morte il suo assistente Domènec Sugrañes assunse la responsabilità dell'opera (dal 1926 al 1936), portando a compimento le tre torri incomplete della facciata della Natività.

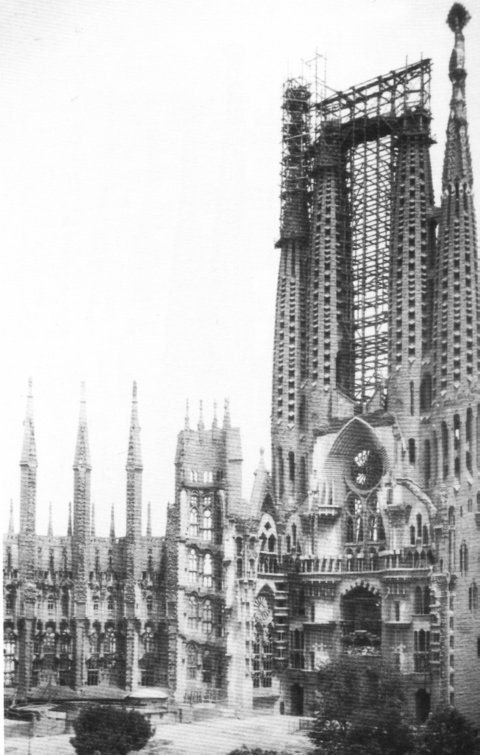
La Chiesa della Sagrada Familia nel 1928, come poteva vederla Gaudí prima di morire.

Il 20 luglio del 1936, due giorni dopo la rivolta militare che portò la guerra civile spagnola, gruppi anticlericali incendiarono la cripta, distruggendo gran parte del laboratorio in cui Gaudí aveva lavorato e dove si trovavano schizzi, appunti e mappe (compresi numerosi modelli in scala, fondamentali per l'architetto). Secondo quanto riferisce George Orwell in Omaggio alla Catalogna, gli anarchici catalani non bruciarono questa chiesa in quanto opera d'arte. Gaudí non lasciò ulteriori progetti e i lavori della chiesa proseguirono in modo sporadico per numerosi anni. Solo in seguito al recupero e al restauro dei grandi modelli originali del laboratorio, basandosi su foto dell'epoca, è stato possibile ricostruire buona parte del progetto originale.
Gaudí, comprendendo che i lavori sarebbero andati avanti decenni (o secoli) dopo la propria morte, invece di esaurire le risorse allora disponibili impostando tutto il gigantesco perimetro, preferì completare alcune sezioni dell'edificio in altezza (specie nell'abside), come per lasciare una testimonianza precisa dell'idea originale ai suoi successori.
Dal 1944 hanno portato avanti i lavori gli architetti Francesc Quintana, Isidre Puig i Boada, Lluís Bonet i Garí e Francesc Cardoner, che ne ha assunto la direzione nel 1983. Le sculture di Jaume Busquets e del controverso ma possente Josep Subirachs decorano le fantastiche facciate.

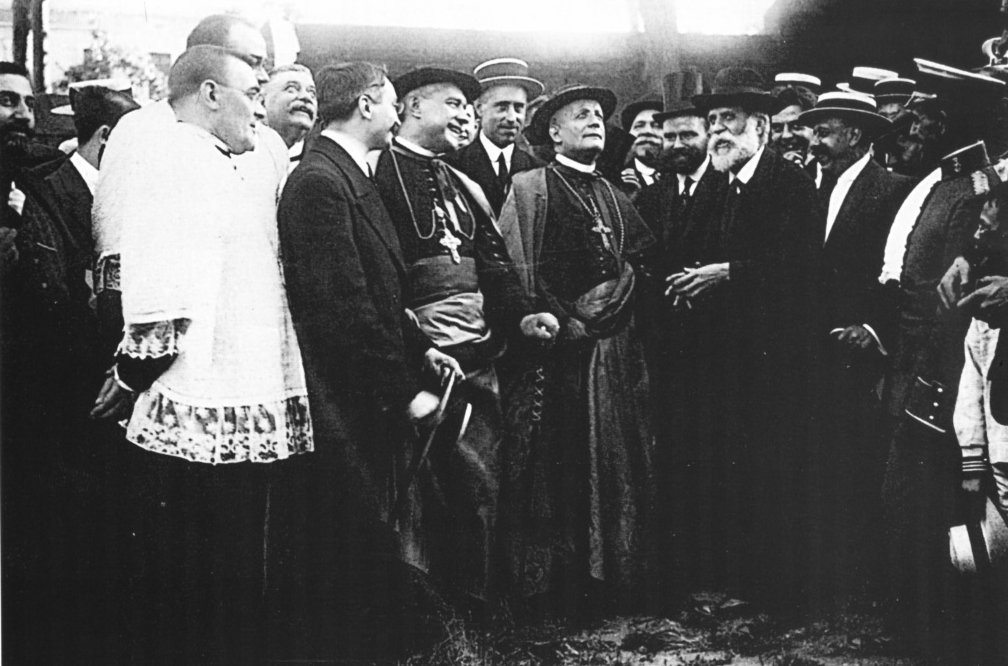
Gaudí mostra la Sagrada Familia al nunzio del Vaticano, Francesco Ragonesi (1915). In quella occasione monsignor Ragonesi definì Gaudí come «il Dante dell'architettura».

La costruzione della chiesa dipende dai finanziamenti provenienti dalle donazioni all'associazione e i lavori procedono lentamente, anche a causa delle difficoltà del progetto.
La posizione che assume la Sagrada Familia nel tessuto urbano di Barcellona è la questione che negli anni ha suscitato le maggiori polemiche. Quando l'opera ebbe inizio, la zona era principalmente agricola, ma già nei primi del Novecento, grazie al rapido sviluppo urbano, la chiesa venne inglobata nella città. Nel 1905 Gaudí realizzò un progetto per comprendere la Sacra Famiglia nel Piano Jaussely (piano urbanistico che andava a estendere il piano Cerdà con i nuovi municipi). Il progetto prevedeva di inserire la Chiesa in un giardino a forma di stella a otto punte, in modo da fornire una prospettiva ottimale in tutta l'area circostante. Visto l'eccessivo costo del terreno si decise di optare per una stella a quattro punte, che permetteva un'ottima visione in tutti i suoi vertici. Il progetto di Gaudí tuttavia non fu realizzato e nel 1975 il consiglio comunale decise di realizzare quattro piazze con giardini in ogni angolo del tempio, in modo da formare una croce. Anche questo progetto è incompleto perché per realizzare le due piazze mancanti dovrebbero essere abbattuti alcuni edifici.
Altri edifici (principalmente condomini costruiti durante la speculazione edilizia del franchismo) dovranno essere abbattuti per far posto alla scalinata principale, di fronte alla facciata della Gloria.

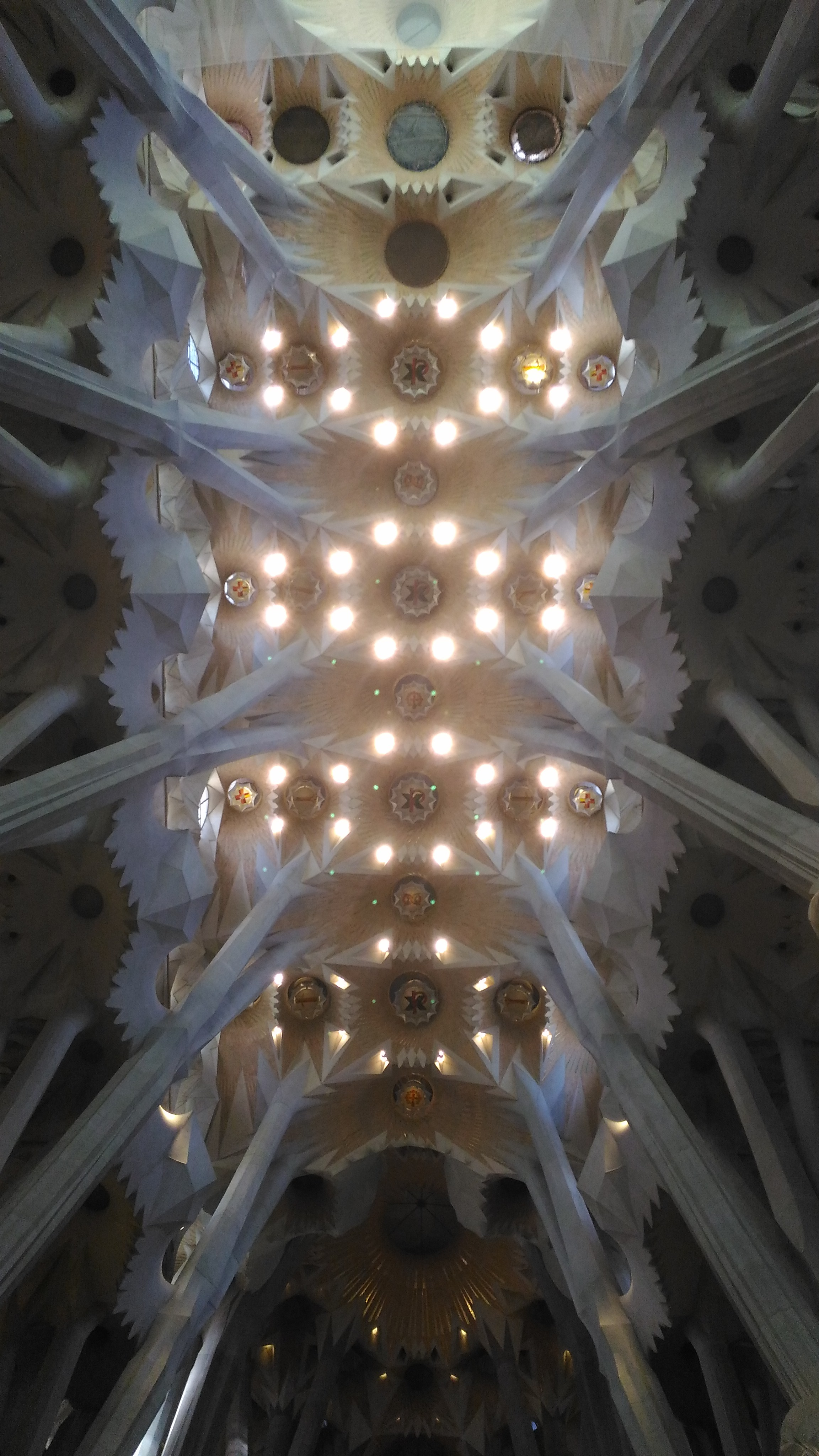
L'interno.

Nel 2008, nel corso di una vertenza tra municipio di Barcellona e Patronato della basilica sull'opportunità di non scavare tunnel sotterranei nelle vicinanze dell'edificio per non metterne a rischio la stabilità, è rimbalzata nella stampa la notizia che la Sagrada Familia non avrebbe avuto una concessione amministrativa e che quindi sarebbe risultata, almeno formalmente, un'opera abusiva. Il Patronato ha ricordato tuttavia che i lavori iniziarono in perfetta legalità, dato che la competenza amministrativa spettava comunque a Sant Martí de Provençals, all'epoca ancora non unita a Barcellona, e che inoltre vi è stato oltre un secolo di silenzio-assenso. Il 3 marzo 2010 l'arcivescovo di Barcellona annunciò la consacrazione dell'edificio, dopo 127 anni dall'inizio dei lavori. Anche se non conclusa, la chiesa venne consacrata da papa Benedetto XVI il 7 novembre dello stesso anno, nel corso della sua visita a Santiago di Compostela e Barcellona.
In questa cerimonia, il papa ha dichiarato questa chiesa Basilica Minore, la nona della città.
Il 19 aprile 2011 un piromane — subito arrestato — appiccò un incendio all'interno della cripta della navata centrale della basilica, provocando l'immediata evacuazione dei turisti presenti all'interno della chiesa, circa 1500, e l'intossicazione di 4 persone. Il rogo ha annerito 40 metri di parete, ma ha risparmiato le opere di Gaudí.

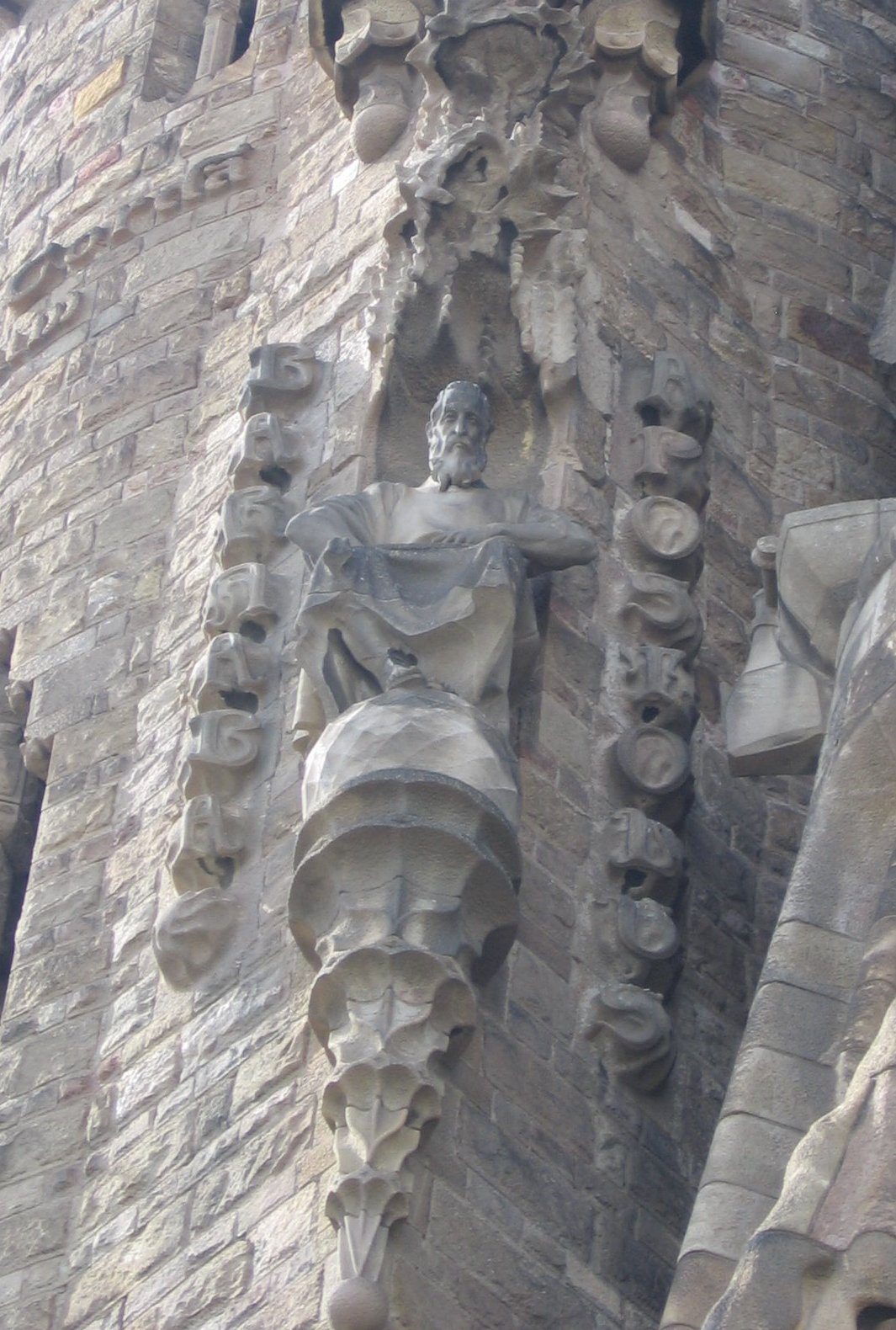
Scultura di San Barnaba nell'ubicazione attuale

## Progetto
Il progetto è basato sulle versioni ricostruite dei progetti e dei modelli perduti (un incendio nel 1936, appiccato durante la guerra civile spagnola dai repubblicani all'atelier di Gaudí, distrusse molte tavole progettuali del celebre architetto), sullo studio della porzione dell'edificio realizzata personalmente da Gaudí e su adattamenti moderni.

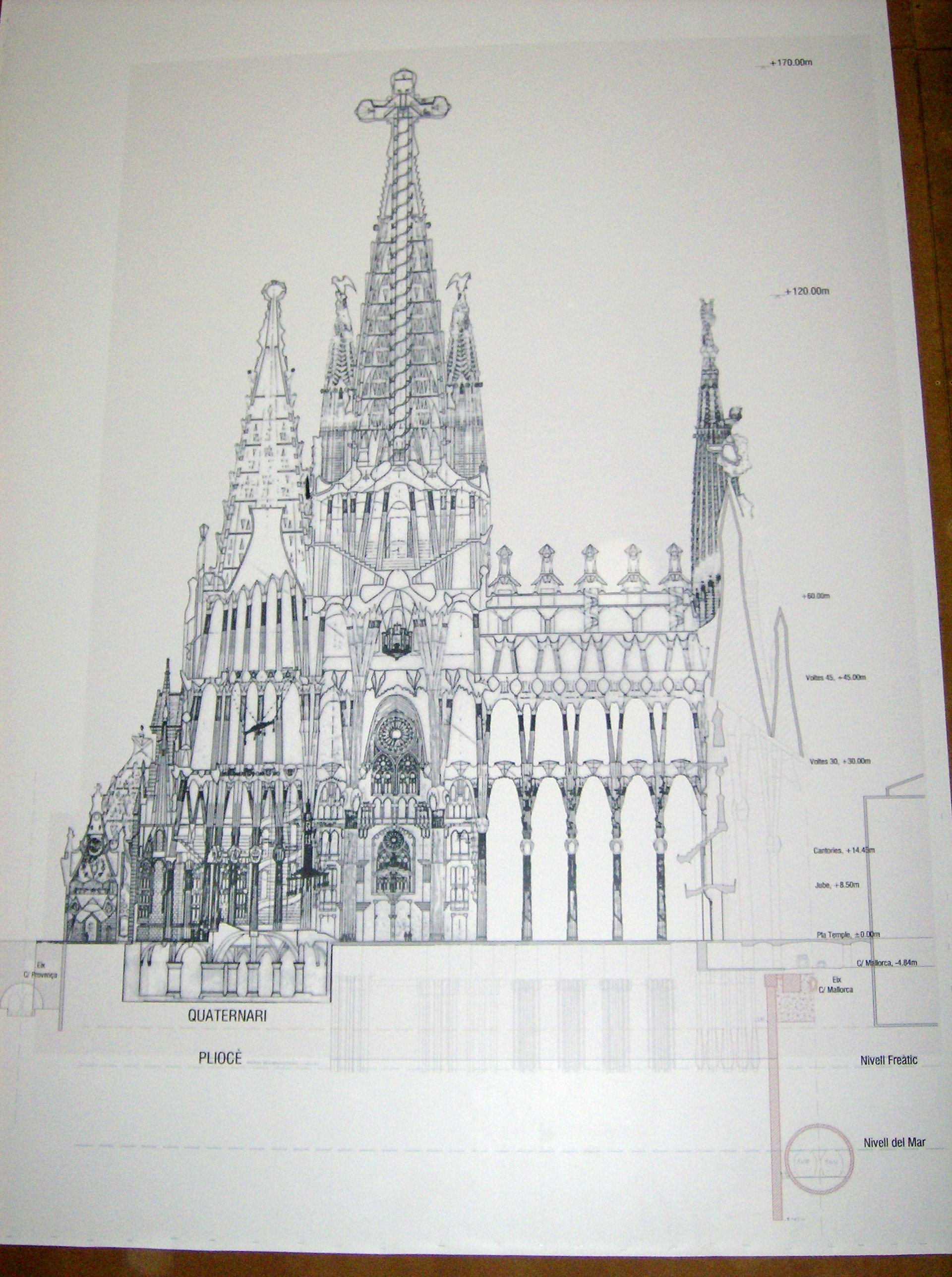
Un elaborato del progetto in corso. La torre più alta è in fase di costruzione.

Quando Gaudí prese in mano la direzione dei lavori della Sagrada Familia, soltanto la cripta era stata realizzata. Il nuovo architetto, anche se intendeva cambiare il progetto della chiesa, decise di non stravolgere quello che già era stato costruito; egli modificò soltanto i capitelli, passando da uno stile corinzio a uno ispirato alle forme vegetali. Il progetto di Gaudí evolve da uno stile (prima bozza) neogotico a uno naturalista, organico, adattato alla natura. Una delle sue fonti d'ispirazione fu la grotta del Salnitre a Collbató (nella provincia di Barcellona), così come la montagna di Montserrat. L'architetto di Reus era del parere che l'architettura gotica fosse imperfetta, perché le sue forme rettilinee e i suoi sistemi di pilastri e contrafforti non riflettevano le leggi della natura, cosa che invece fanno le forme geometriche rigate, quali il paraboloide iperbolico, l'iperboloide, l'elicoide e il conoide.

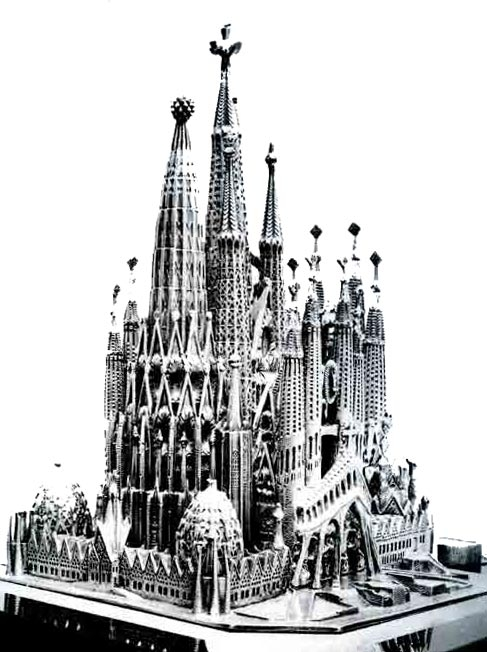
Modello della Sagrada Familia completata.

Le superfici rigate sono ottenute in genere dal movimento di una retta chiamata generatrice lungo tre coniche, dette direttrici. Gaudí riscontrò che in natura erano presenti numerosi esempi, come i giunchi, le canne e le ossa; affermò inoltre che non esisteva struttura migliore che il tronco di un albero o lo scheletro umano. Queste forme, funzionali ed estetiche, furono usate da Gaudí con grande saggezza, sapendo adattare il linguaggio della natura alle forme strutturali dell'architettura. L'architetto ha assimilato la forma elicoidale al movimento e quella iperboloidale alla luce.
Gaudí nel corso degli anni cambiò la concezione che aveva della Sagrada Familia, e le interruzioni dell'opera dovute alla mancanza di risorse economiche gli diedero tempo per cercare nuove soluzioni strutturali. Riuscì in questo modo a sfruttare le sperimentazioni fatte in altri progetti per incorporare nella Chiesa le sue innovazioni più riuscite: la cripta della Colonia Güell e le gallerie e i viadotti di Parco Güell lo aiutarono ad adottare nuove soluzioni architettoniche, basate su iperboloidi e paraboloidi. Allo stesso modo, le torri della Sagrada Familia sono state ispirate dal progetto mai realizzato delle Missioni Cattoliche Francescane di Tangeri (1892), commissionato dal Marchese di Comillas.
Per Gaudí un elemento chiave nel suo modo di concepire la struttura era l'arco parabolico o catenario, che usò come elemento più appropriato per sopportare le pressioni. Mediante le simulazioni polifunicolari (metodo sperimentale) determinò la forma migliore che la struttura potesse avere per resistere alla pressione degli archi e delle volte, applicandola prima nella cripta della Colonia Güell e dopo nella Sagrada Familia. La simulazione consisteva nella costruzione di un modello in scala costituito da corde intrecciate con piccoli sacchi di juta sospesi che simulavano i pesi; in tal modo determinava le forze funicolari e quindi la forma della struttura. Partendo dallo stato dei carichi, simulati con i sacchi di juta, determinò sperimentalmente la forma idonea della struttura – che denominò "stereostatica" –: essa riproduceva la struttura ideale per lavorare in trazione e, ribaltandola, quella più adatta per lavorare in compressione.

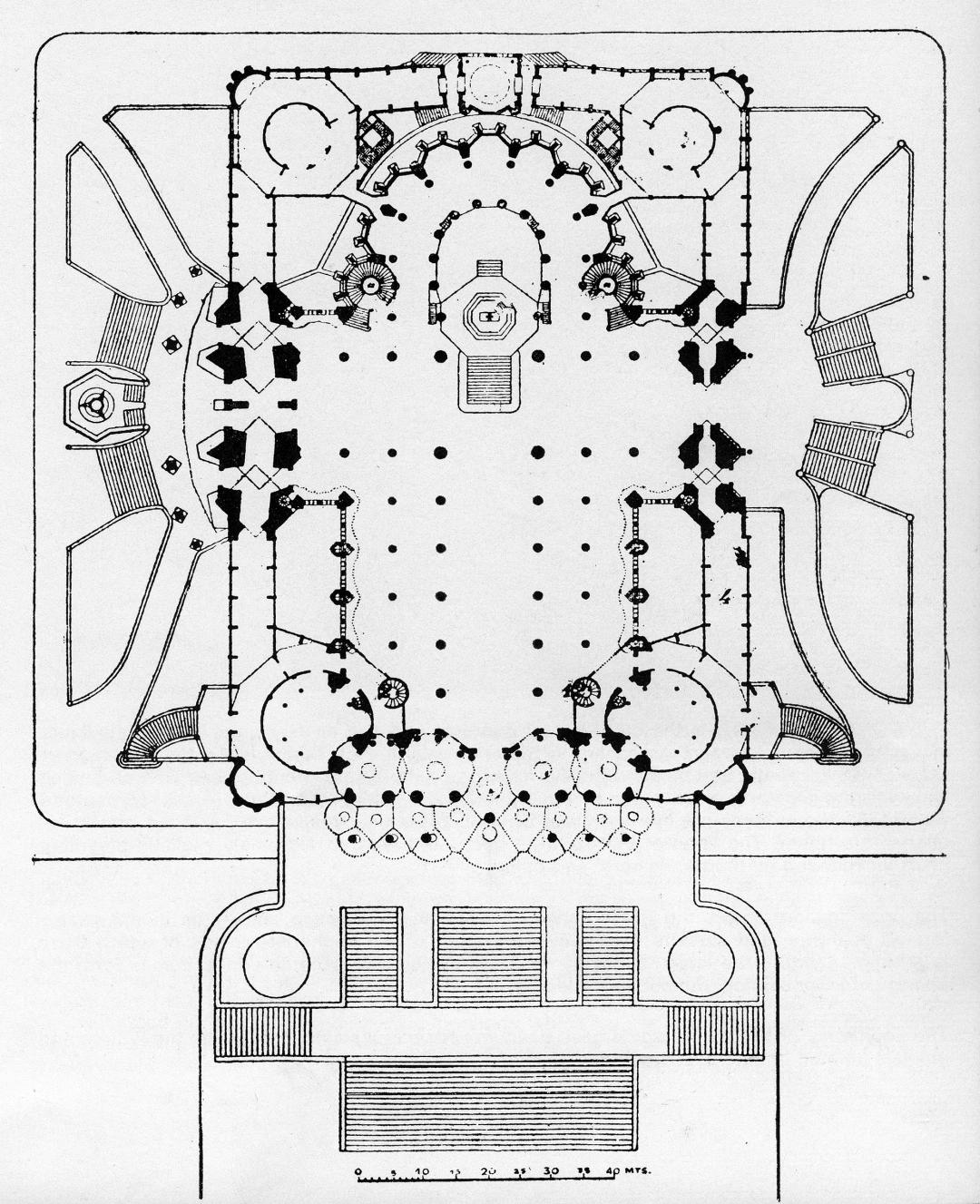
Pianta della Sagrada Familia.

Gaudí progettò l'interno della Sagrada Familia come se fosse la struttura di un bosco, con colonne a forma di alberi che vanno a dividersi in modo da formare dei rami che sostengono la struttura a volte iperboloidi intrecciate. Le colonne sono inclinate in modo da ricevere al meglio la pressione perpendicolare alla loro sezione, e sono realizzate a forma elicoidale a doppia elica, come i rami e i tronchi degli alberi. L'unione di questi accorgimenti impiegati nel formare le colonne (inclinazione, forma elicoidale, ramificazione in varie colonne più piccole) permette di sostenere semplicemente il peso delle volte senza utilizzare i contrafforti esterni.
La pianta della chiesa fu progettata a croce latina, con l'altare maggiore sopra la cripta circondato da sette cappelle absidali, un transetto a tre navate con i portali della Natività e della Passione, nel senso longitudinale il corpo centrale di cinque navate con il portale della Gloria. La pianta ha una dimensione di 110 × 80 metri e la zona edificata avrà una superficie totale di 4500 m2. La capacità sarà di 14000 persone.

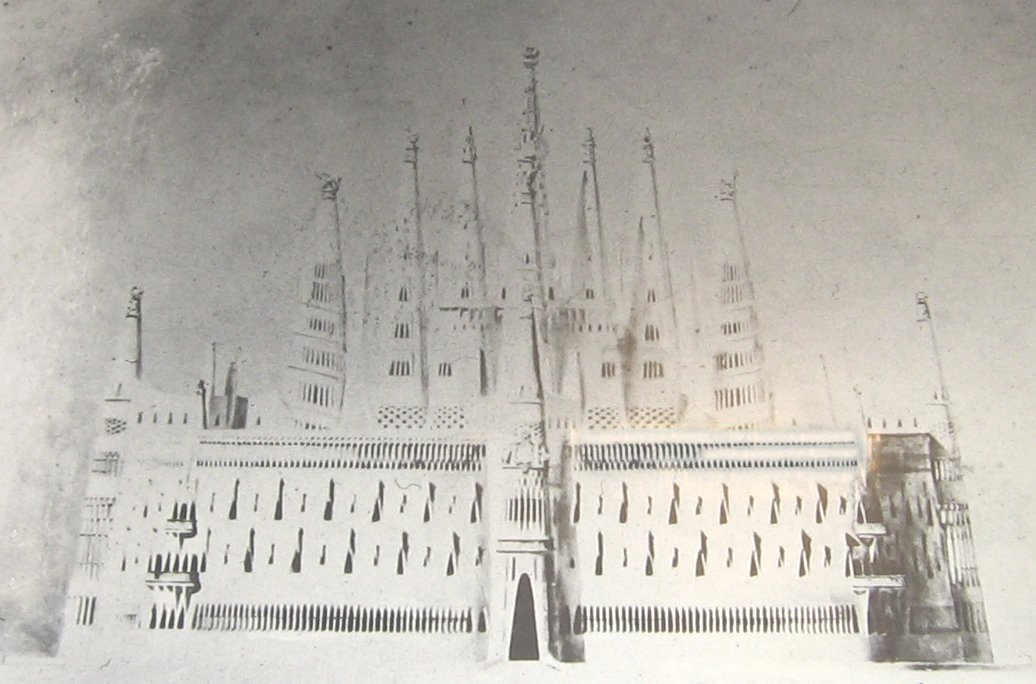
Progetto delle Missioni Cattoliche Francescane di Tangeri, che servì da modello a Gaudí per le torri della Sagrada Familia.

Il complesso include un chiostro che circonderà la chiesa, progettato sia per permettere lo svolgersi di processioni, sia per isolare il tempio dall'esterno. Ai lati del presbiterio sorgeranno le sacrestie e, fra queste, la cappella dell'Assunzione, e ai lati dell'ingresso principale le grandi cappelle circolari del Battesimo e della Penitenza. All'interno, la chiesa disporrà di trifori, o gallerie per i cantori.
Il tempio avrà diciotto torri: quattro per ciascuna delle tre facciate per un totale di dodici che rappresentano gli apostoli, al centro la torre-cupola dedicata a Gesù, alta 170 metri, e intorno ad essa altre quattro torri dedicate agli evangelisti, nonché un'ulteriore torre-cupola sopra l'abside dedicata alla Vergine. Le torri hanno un profilo parabolico, con una scala a chiocciola al loro interno; è stato proposto di installarvi delle campane tubolari, azionate dalla forza del vento.
Le guglie degli evangelisti, terminate nel 2023, sono sormontate da sculture dei loro simboli tradizionali: un angelo, un bue, un'aquila e un leone. La guglia della Madonna, completata nel 2021, è sormontata da una grande stella a dodici punte, che simboleggia la Stella del Mattino, mentre quella centrale del Cristo, che sarà innalzata sulla base della cupola sovrastante la navata centrale, sarà sormontata da una grande croce a sei bracci, alta 15 metri. L'altezza totale dell'edificio sarà tuttavia inferiore di mezzo metro rispetto a quella del Montjuïc, poiché Gaudí riteneva che la sua creazione non dovesse superare quella di Dio.
I pinnacoli della navata invece sono sormontati da sculture (opera di Etsurō Sotoo) raffiguranti fasci di spighe di grano su cui si erge un'ostia, o grappoli d'uva su cui si erge un calice, a rappresentare l'eucaristia nelle due specie del pane e del vino.
La chiesa avrà tre grandi facciate, due delle quali già realizzate. La facciata della Natività, che presenta un aspetto neogotico, fu realizzata con le sculture previste da Gaudí e realizzate da J. Busquets. La facciata della Passione, che colpisce in modo particolare per i suoi personaggi sottili, emaciati, tormentati, dalle forme inquietanti, opera controversa dello scultore contemporaneo Josep Subirachs; questa facciata è molto interessante anche per la presenza di numeri che sommati per linee, colonne e diagonali danno come risultato sempre "33", gli anni di Cristo. Da ultima la facciata della Gloria, non ancora realizzata.

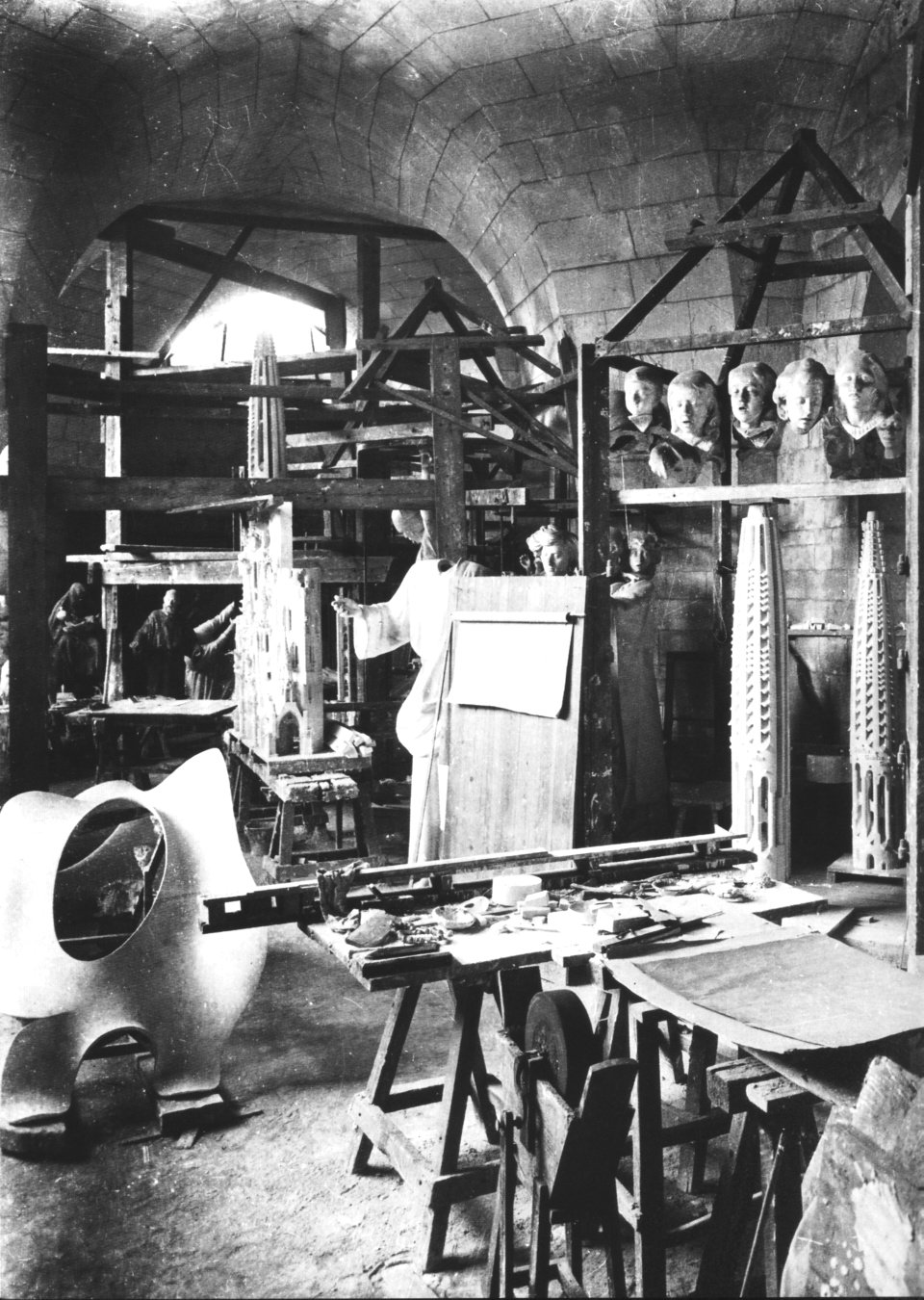
Il laboratorio della Sagrada Familia (1926).

Vicino alla chiesa, Gaudí costruì vari edifici: la casa del cappellano (costruita nel 1887 e modificata nel 1906 e nel 1912) un semplice edificio di mattoni cui furono affiancati altri vani destinati al lavoro di Gaudí (un'officina per i modelli, un laboratorio di fotografia e un archivio per i documenti) e la scuola della Sagrada Familia (1909) piccolo edificio realizzato per i figli degli operai che lavoravano nel cantiere dell'opera.
Gaudí concepì una complessa iconografia che basò unicamente sulla condizione della chiesa cattolica e sul culto religioso, per questo adattò tutti gli elementi architettonici ai riti liturgici. Per realizzarlo s'ispirò principalmente all'"Anno liturgico" di Prosper Guéranger, raccolta di tutti i culti e delle festività religiose nel corso dell'anno, così come al Messale Romano e al cerimoniale dei vescovi. Per Gaudí, la Sagrada Familia era un inno di lode a Dio e ogni pietra era una strofa. L'esterno del Tempio, rappresenta la Chiesa attraverso gli Apostoli, gli Evangelisti, la vergine Maria e Gesù, la cui torre principale simboleggia il trionfo della Chiesa, l'interno si riferisce alla Chiesa universale e il transetto alla Gerusalemme Celeste, simbolo mistico della pace.

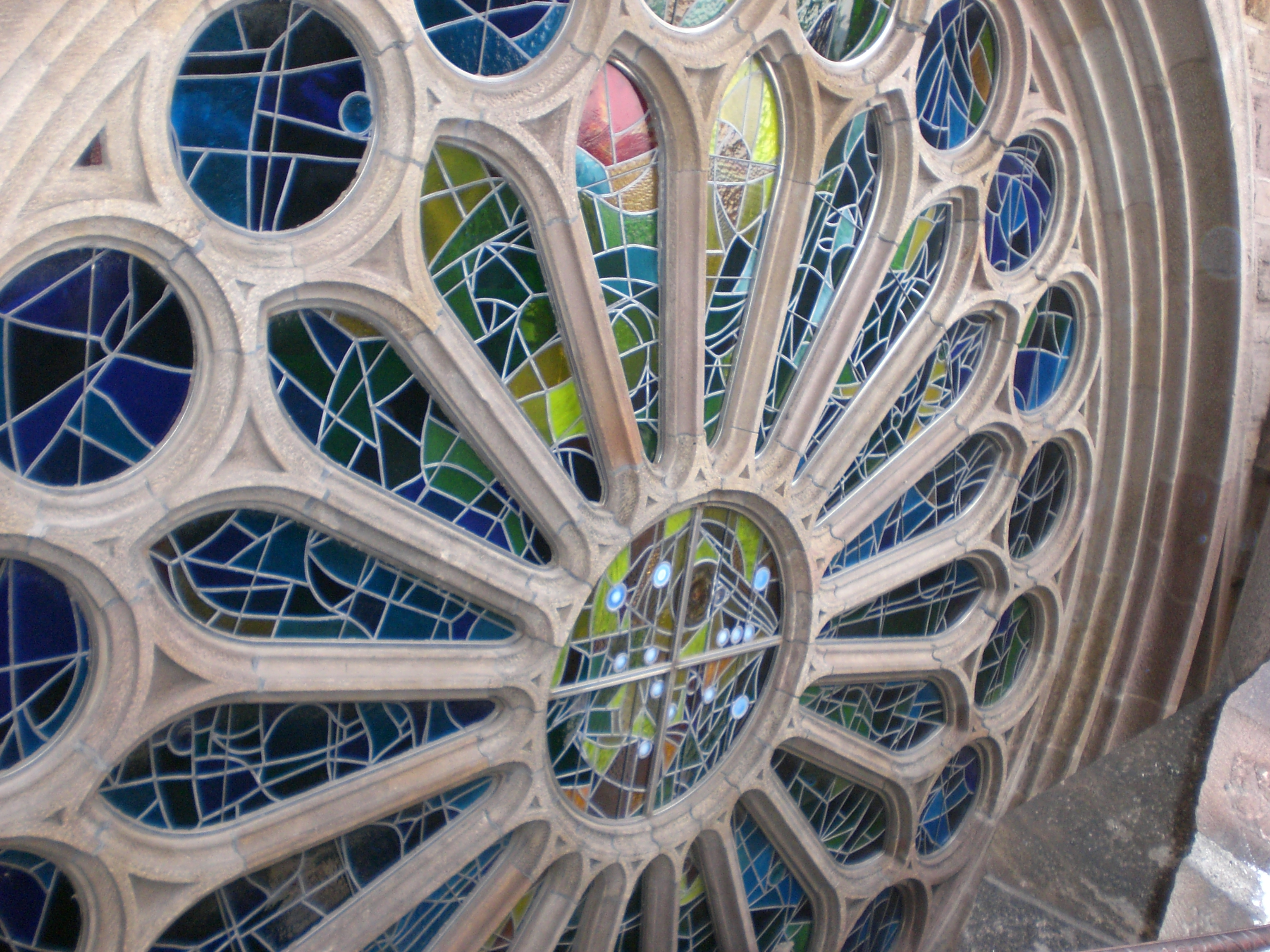
Il rosone centrale di una facciata.

Gaudí ha disegnato personalmente molte delle sculture della Sagrada Familia, applicando un curioso metodo di lavoro ideato per l'opera: in primo luogo faceva uno studio profondo dell'anatomia della figura, concentrandosi sulle articolazioni (per questo motivo studiò con attenzione lo scheletro umano); a volte si serviva di bambole confezionate con fili metallici per provare la postura adeguata della scultura da eseguire. In secondo luogo realizzava fotografie dei modelli, utilizzando numerosi specchi per simulare le molteplici prospettive. E poi realizzava dei calchi di gesso, sia di persone sia di animali (in un'occasione ha dovuto sollevare un asino per non farlo muovere). Su questi stampi realizzava delle correzioni alle proporzioni per ottenere una perfetta visione della scultura in base all'ubicazione che essa aveva nell'Opera (più grande quanto più in alto si trova), e infine la scolpiva sulla pietra.
I temi di tutta la decorazione includono parole della liturgia. Le torri sono decorate con parole come "Hosanna", "Excelsis", e "Sanctus"; la grande porta della facciata della Passione riproduce parole della Bibbia in svariate lingue, compreso il catalano; è previsto che la facciata della Gloria venga decorata con parole tratte dal Credo degli apostoli.

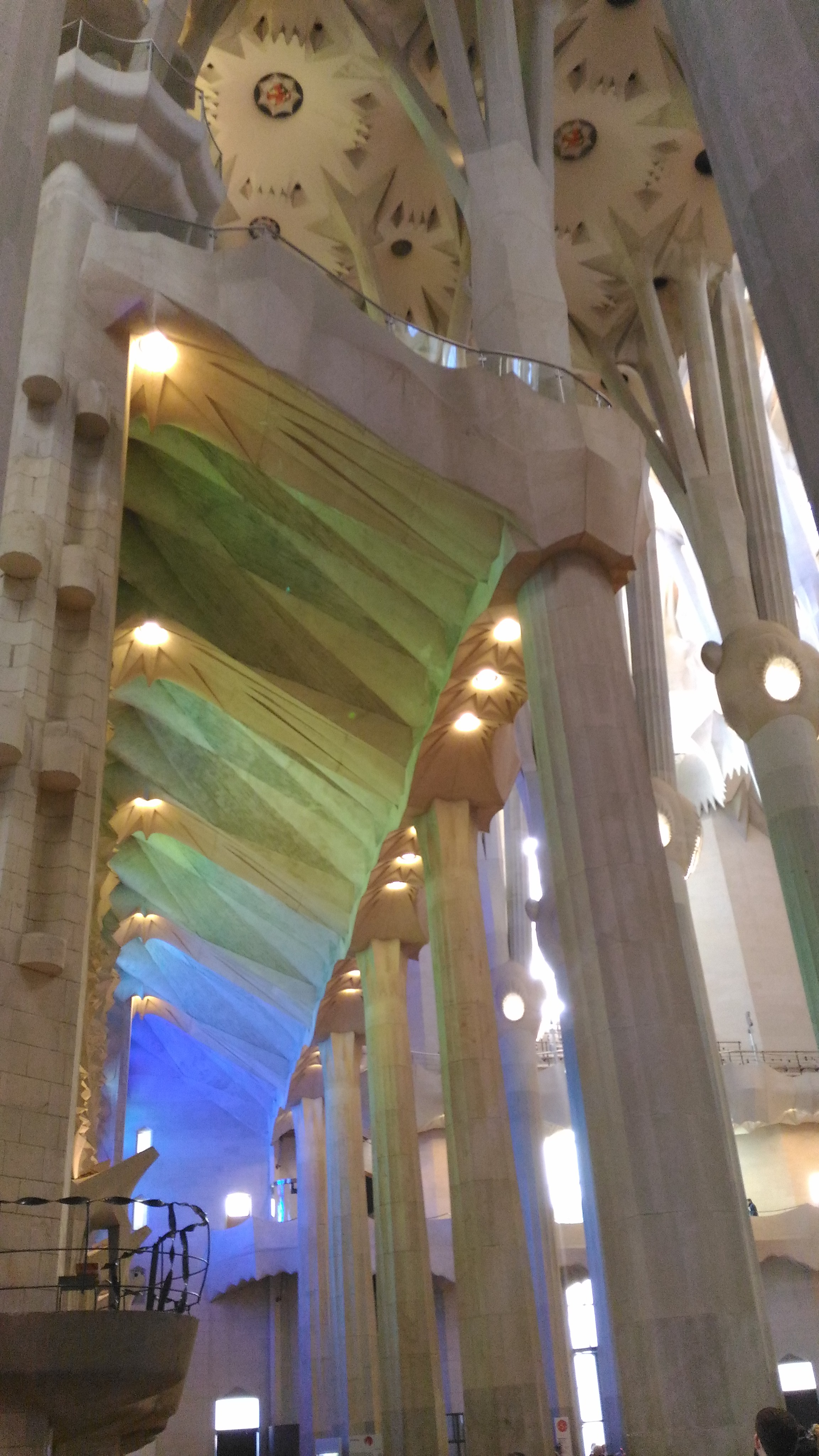
Effetto cromatico dato dalle vetrate laterali.

Aree specifiche del santuario saranno designate a rappresentare vari concetti religiosi come santi, virtù, peccati e concetti secolari come le regioni della Spagna; presumibilmente ognuno avrà delle decorazioni corrispondenti.
La modellazione al computer si è resa utile per dare forma a vari elementi, come i pilastri interni della chiesa. Infatti grazie all'uso di questi programmi e di determinati macchinari si possono finalmente realizzare pezzi identici fra loro, così come Gaudí li aveva concepiti.
Il 7 novembre 2010, con una messa solenne presieduta dal papa Benedetto XVI, è stata consacrata la navata centrale caratterizzata da colonne che ricordano enormi alberi ramificati e un soffitto che sembra composto da giganteschi girasoli, e il transetto, compreso il coro e il rosone che gli darà luce. Con il completamento di queste parti, il progetto passa alla fase successiva per la costruzione della cupola centrale sulla quale verrà innalzata la grande guglia centrale del Cristo.
Il 6 ottobre 2012, con una messa solenne presieduta dal cardinale ed arcivescovo di Barcellona Lluís Martínez Sistach, è stata posta all'esterno una statua raffigurante San Bruno.
L'intero edificio è alto 172 metri.

### Cripta

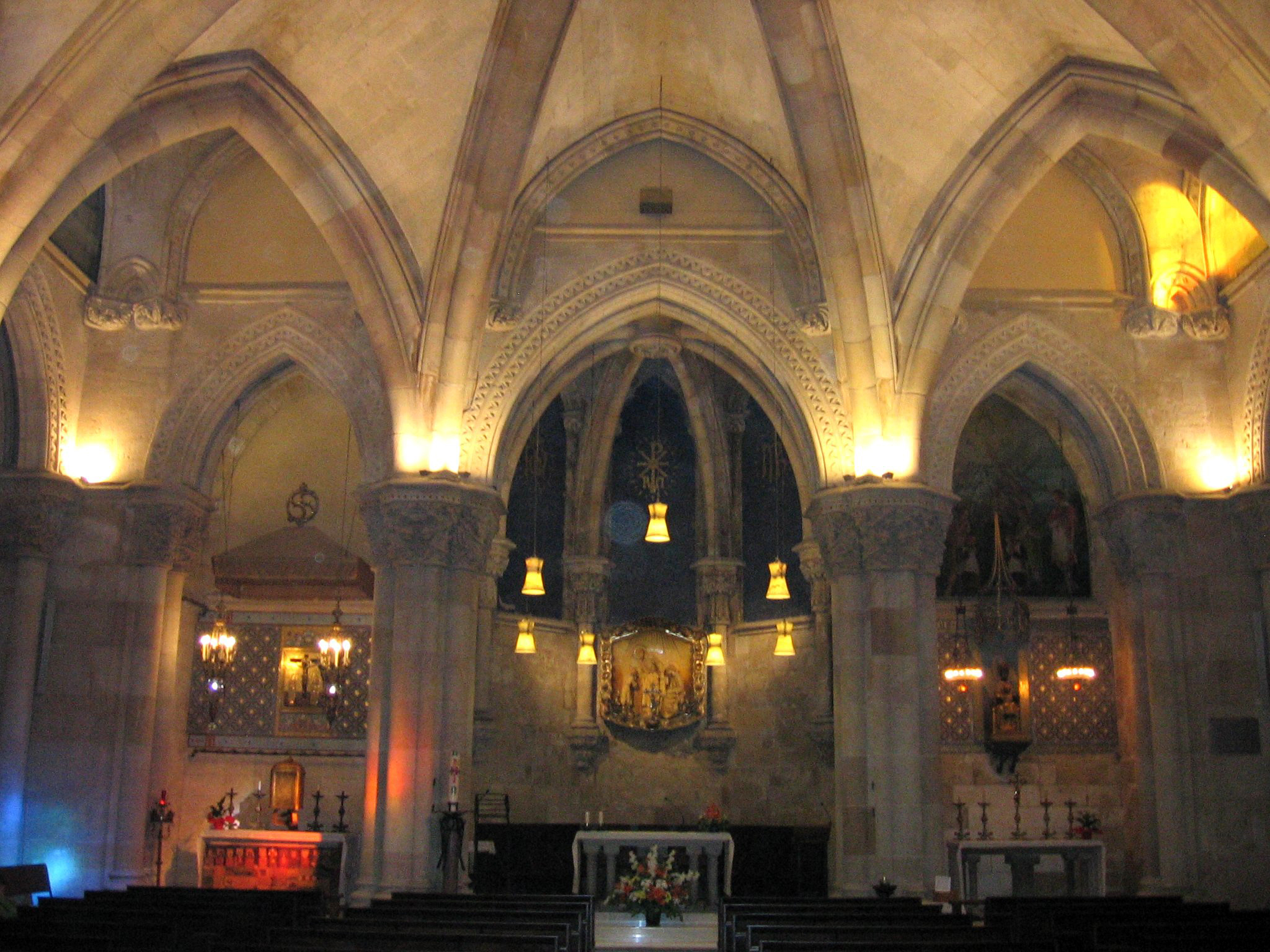
Cripta della Sagrada Familia.

Iniziata nel 1882 su progetto di Francisco del Villar quando Gaudi prese in carico la opera, il 3 novembre 1883, trasformò i pilastri aggiungendo i capitelli con motivi naturalisti, inoltre elevò la volta e circondò la cripta di un fossato per ottenere un'illuminazione e una ventilazione diretta. La Prima opera di Gaudí per la Sagrada Familia fu la cappella di San Giuseppe, costruita tra il 1884 e 1885, data della celebrazione della prima messa. I lavori per la cripta si prolungarono fino al 1891.
La cripta ha sette cappelle dedicate alla Sacra Famiglia di Gesù: San Giuseppe, il Sacro Cuore, l'immacolata Concezione, San Gioacchino, Sant'Anna, San Giovanni e la cappella di Santa Elisabetta e San Zaccaria. Le cappelle sono disposte in forma semicircolare, di fronte alla quale sono situate altre cinque cappelle in linea retta: quella centrale è dedicata alla Sacra Famiglia (che ospita l'altare), affiancata a quelle dedicate alla Nostra Signora del Carmelo (dove è sepolto Gaudí), a Gesù Cristo, alla Vergine di Montserrat e al Cristo Santo (dove è sepolto Josep Maria Bocabella).

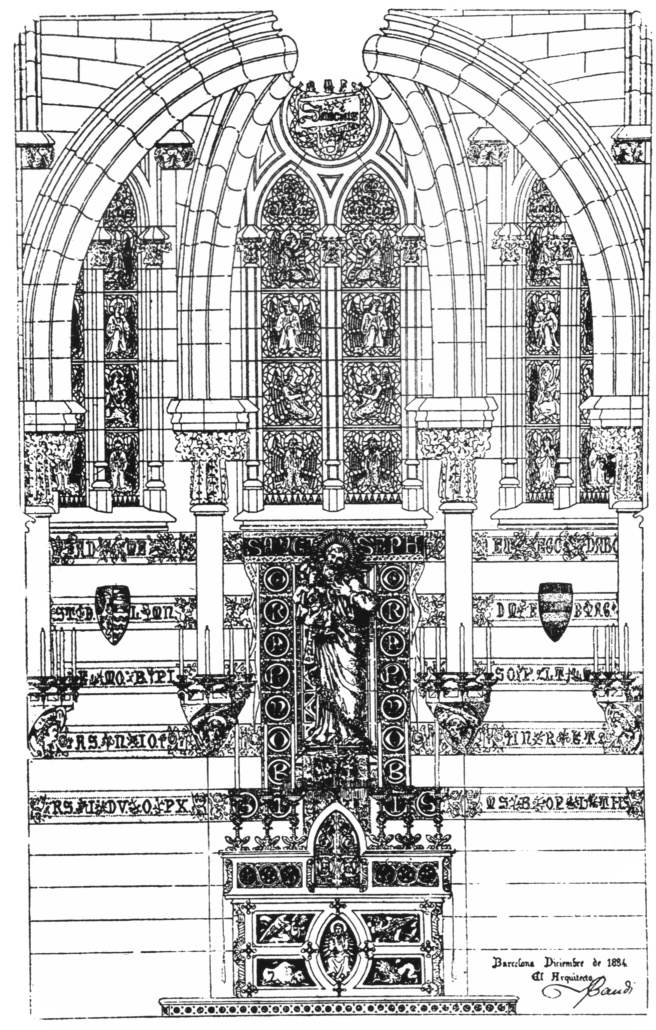
Rilievo della Cappella di San Giuseppe, disegno originale di Gaudí (1884).

L'altare è presieduto da un bassorilievo della Sacra Famiglia, progettata da Josep Llimona. Notevole anche la chiave della volta centrale con un rilievo policromo dedicato all'Annunciazione, opera di Joan Flotats, così come l'immagine di San Giuseppe di Maximí Sala Sánchez, nell'omonima cappella. La cripta è circondata da un mosaico romano "opus tesselatum", in cui sono rappresentati la vite e grano, simboli dell'eucaristia. Le acquasantiere della cripta sono realizzate con delle grandi conchiglie (Tridacna gigas) delle Filippine, fornite a Gaudí dal marchese di Comillas, proprietario della Compañía Trasatlántica Española. Alcuni dei lampadari della cripta Gaudí li realizzò con le proprie mani, perché il medico gli raccomando del lavoro manuale per combattere i reumatismi. Lo scultore Carles Mani ritoccò i capitelli e realizzò un modello di Cristo su misura per la Cripta.
La cripta della Sagrada Familia, insieme al laboratorio di costruzione, subì danni rilevanti il 20 luglio del 1936 nell'attentato incendiario di cui fu oggetto insieme con altre chiese di Barcellona nella guerra civile spagnola. Quest'attacco distrusse e danneggiò per sempre alcuni dei modelli, piani e documenti del progetto originario di Gaudí e per questo i lavori a oggi non rispecchiano del tutto il progetto originale. Nella stessa occasione è stata profanata la tomba del fondatore della chiesa, Josep Maria Bocabella, ma per fortuna non quella di Gaudí come poterono controllare i suoi discepoli aprendo la tomba nel 1939.
Dal 1930 la Cripta è utilizzata come chiesa parrocchiale fino alla fine dei lavori. È anche la sede di un'arcipretura, che include le chiese di Barcellona dello Spirito Santo, dell'Immacolata Concezione, del Cuore di Maria, di Nostra Signora del Rosario, di San Olegario e di San Tommaso d'Aquino. Il suo primo parroco fu Gil Parés che fece un gran lavoro sociale e fu anche il promotore della scuola della Sagrada Familia; morì assassinato durante la guerra civile e fu in seguito sepolto nella cripta della chiesa.
Dal 1993 il parroco è Lluís Bonet i Armengol figlio dell'architetto discepolo di Gaudí Lluís Bonet i Garí e fratello dell'architetto direttore dei lavori fino al 2012 Jordi Bonet i Armengol.
Tra il 2007 e il 2009 nella cripta furono eseguiti dei lavori di recupero per collocare nuove fondazioni, perché quelle progettate da Villar non erano sufficienti per le modifiche successive apportate da Gaudí, che raddoppio l'altezza dell'edificio. Il pavimento a mosaico e le finestre installate nella cripta sono stati ricollocati senza subire variazioni.
Il 19 aprile 2011 è stato appiccato un nuovo incendio nella cripta, causato da un assistente della parrocchia, che ha distrutto tutta la sacrestia. Anche se il danno è stato notevole, non ha interessato nessuno degli elementi di valore storico, come ad esempio le finestre originali di Gaudí. I 1500 turisti, che in quel momento erano nella struttura, furono evacuati dalle autorità, che riportarono la normalità in poco tempo, arrestando il colpevole dopo pochi minuti.
|                                                                |                                                       |                                   |                                 |
| Cappella di Nostra Signora del Carmelo, con la tomba di Gaudí. | Cappella del Santo Cristo, con la tomba di Bocabella. | Sacra Famiglia, di Josep Llimona. | Annunciazione, di Joan Flotats. |

### Abside

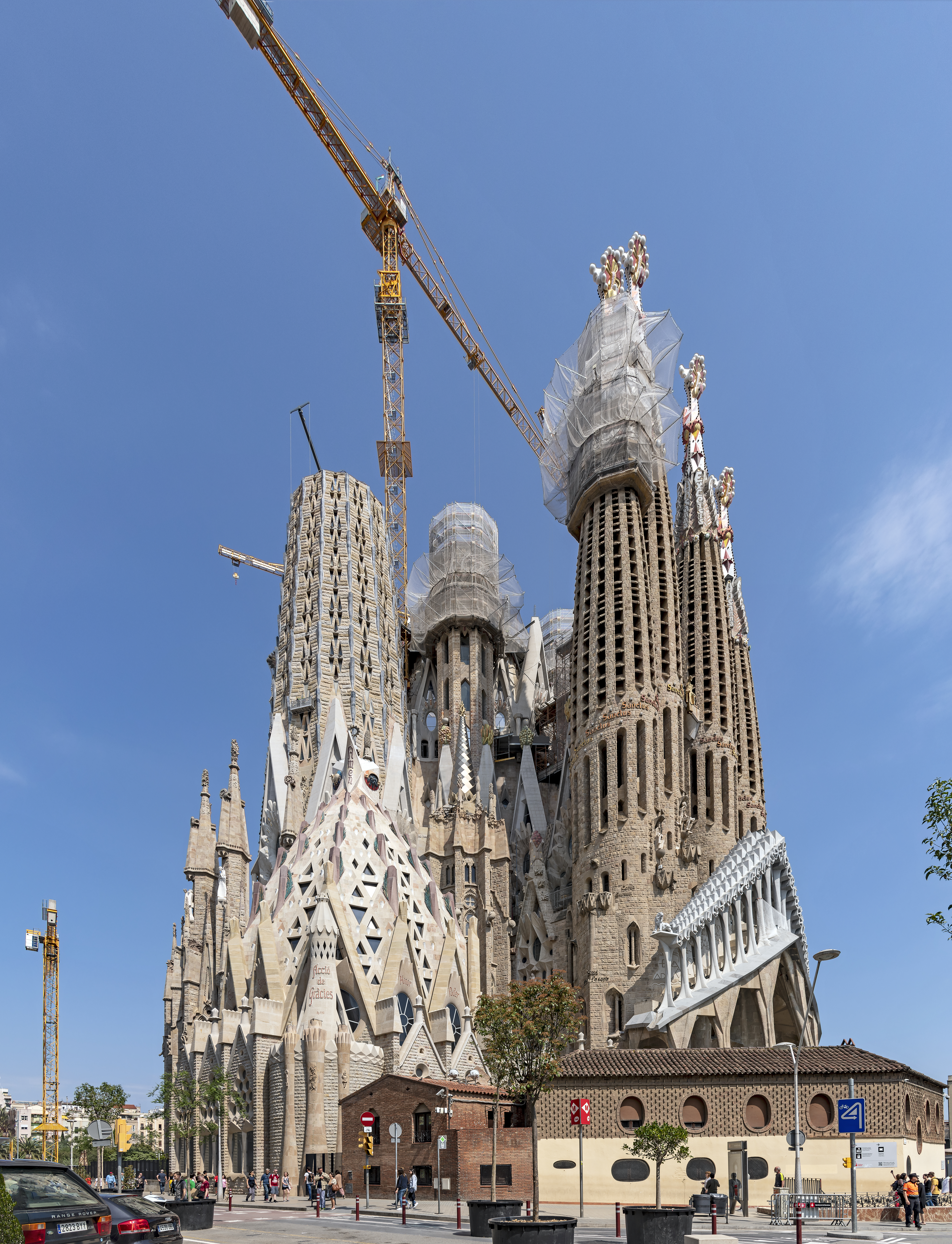
L'abside nel 2018.

L'abside occupa la testa della Chiesa, tra la facciata della Natività e della Passione. Al centro è situata la cappella dell'Assunta e ai lati ha due sagrestie interconnesse dal chiostro, che circonda l'intero edificio. Gaudí dedica l'abside alla Vergine Maria, della quale era grande devoto. Il progetto contiene sette cappelle absidali dedicate ai dolori e alle gioie di San Giuseppe, secondo la volontà del fondatore Josep Maria Bocabella. D'ispirazione gotica è situata sopra la cripta e ne segue la medesima struttura. È stata realizzata tra il 1891 e 1893.
La cappella dell'Assunta, della quale Gaudí disegnò un dettagliato progetto, ha la forma di una lettiera di pietra, evocando quella con cui si porta in processione la Virgen de Agosto della Cattedrale di Gerona. L'architetto s'ispirò al lavoro di Lluís Bonifaç di Girona, riproducendo nella cappella anche i dettagli come i tendaggi, la corona, i pilastri e gli angeli. La cappella sarà sormontata da una lanterna di 30 metri d'altezza culminata da una corona ai cui lati saranno presenti quattro angeli e l'iscrizione Salve, Regina, Mater misericordiae in onore della Vergine della Misericordia, patrona di Reus (la città natale di Gaudí). All'interno della cupola figurerà la Santissima Trinità e l'incoronazione di Maria circondata da angeli (evocando la Nostra Signora degli Angeli) nella galleria ci saranno dodici angeli (per le dodici stelle della corona della Vergine) con i frutti dello Spirito Santo. Sotto la galleria ci saranno la dormizione della Vergine, la morte di San Giuseppe, la presentazione di Maria al Tempio con San Gioacchino e sant'Anna e le nozze di Cana. Nei portali saranno invocati i santi di Barcellona San Rocco e San Giuseppe Oriol.
Le cappelle hanno un'altezza di 35 metri, su una base di 18 x 18. Sono composte da dodici facce con finestre triangolari, coperto da una cupola decorata con un mosaico e sormontata dalla figura di un vendemmiatore e un agnello (simboli di Gesù Cristo) e le invocazioni dell'Apocalisse: Benedictio, Claritas, Sapientia, Gratiarum actio, Onore, Virtus e Fortitudo. Nell'estate del 2011 si è iniziata la costruzione della sacrestia vicino alla facciata della Passione, gettando le basi si è dovuto demolire parte del vecchio edificio parrocchiale.

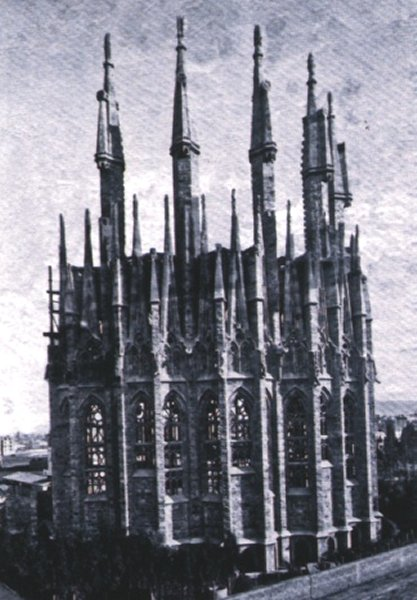
L'abside nel 1893.

L'abside contiene varie decorazioni scultoree, dove sono le statue dei santi che hanno fondato ordini religiosi (San Antonio abate, San Benedetto da Norcia, Santa Scolastica, San Bruno, San Francesco di Assisi, Santa Chiara, San Bernardo di Chiaravalle e di Santa Teresa di Gesù), con l'Anagramma di Gesù (l'iniziale del suo nome circondato da una corona di spine), della Vergine (la sua iniziale con la corona di regina del Cielo e della Terra) e di San Giuseppe (la sua iniziale accompagnata da narcisi, i fiori che evocano purezza e castità). Inoltre, ci sono numerosi elementi della natura quali erbe, soprattutto grano, simbolo dell'eucaristia, e animali (serpente, camaleonte, lumaca, lucertola, rana, salamandra, ecc), che fungono da gargolla.
Sulle alte inferriate delle cappelle dell'abside s'ergono decorazione floreale che si ispirano all'antifona del Piccolo Ufficio della Beata Vergine Maria: cedro, palma, cipresso, cannella, rosa, verde oliva e balsamo. Le lanterne delle cappelle hanno i simboli delle antifone dell'ultima settimana di Avvento, noto come "antifone O”.
- O Sapientia: saggezza, con un leone e un agnello simbolo dell'unione di forza e mansuetudine.
- O Adonai: invocazione ebraica di Dio (corona ducale e scettro).
- O Radix Jesse: asta di Iesse
- O Clavis David: chiave come segno di dominio
- O Oriens: sole come símbolo di giustizia.
- O Rex Gentium: pietra angolare (pietra con il símbolo di Gesù Cristo e corona reale).
- O Emmanuel rex: re e legislatore (abito regale, spada e tavole della Legge).

### Facciata della Natività

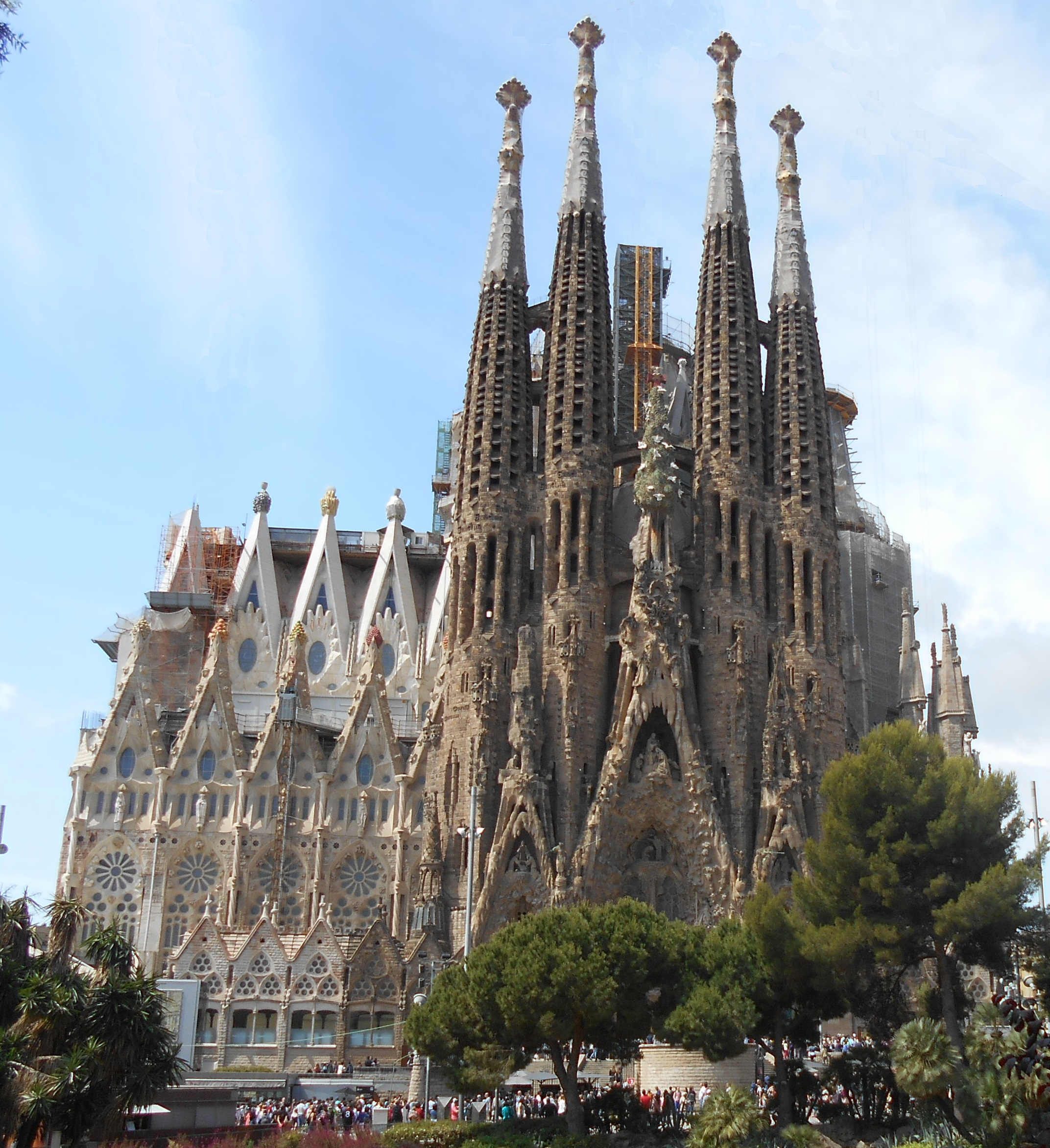
Facciata della Natività.

Essendo dedicata all'evento gioioso della nascita di Gesù, questa facciata presenta decorazioni di giubilo in cui tutti gli elementi evocano la vita. Si concentra sul lato umano e familiare di Gesù, con una profusione di elementi popolari come strumenti da lavoro e animali domestici. Orientata a levante (nord-est), è divisa in tre portali, dedicati alle virtù teologali: speranza a sinistra, la fede a destra, e carità al centro, con la Porta di Gesù sovrastata dall'Albero della Vita. La facciata culmina con le torri campanarie dedicate a San Mattia, San Giuda, San Simone e San Barnaba. La facciata fu costruita tra il 1894 e il 1930. Le sculture originali sono di Carles Mani, Llorenç Matamala e Joan Matamala con successivi contributi di Jaume Busquets, Joaquim Ros i Bofarull ed Etsurō Sotoo, l'ultimo che ha lavorato sulla facciata, la cui opera è terminata nel 2000.
I portali sono separati da due colonne, quella di Giuseppe fra il portale della Speranza e della Carità e quella di Maria tra il portale della Carità e quello della Fede. Le basi delle due colonne sono delle tartarughe (una di mare e una di terra) come simbolo dell'immutabilità della Chiesa e della forza della tradizione. Il fusto delle colonne s'innalza a spirale, mentre i capitelli sono in forma di foglie di palma, da cui emergono grappoli di datteri coperti da neve (perché la nascita di Gesù avviene in inverno), cui si appoggiano quattro angeli con trombe (due per colonna) che annunciano la nascita di Cristo. In contrasto con le tartarughe, ad ambo i lati sono presenti due camaleonti simboli di cambiamento. Nel progetto originale questa facciata doveva essere policroma: oltre all'archivolto dei tre portali, tutte le statue dovevano essere dipinte, sia le figure umane, sia quelle vegetali sia quelle animali. Tuttavia tale decorazione non fu realizzata. La curiosità di questa facciata è che Gaudì utilizzò come modelli per i ritratti dei suoi personaggi dei calchi in gesso di cittadini barcellonesi o di cadaveri che giacevano nell'obitorio locale; questo per garantire l'unicità ad ogni singola scultura.
I tre portali hanno quattro porte (quella centrale è doppia) disegnate da Etsuro Sotoo. I materiali utilizzati sono alluminio policromo e cristalli, decorati con vegetazione, insetti e piccoli animali, che evocano il luogo di nascita di Gesù. La porta della Carità è stata decorata con l'edera (simbolo di obbedienza) e fiori di zucca (simbolo del matrimonio), quella della fede con rose selvatiche senza spine seguendo l'esempio di San Francesco d'Assisi, che ha rimosso le spine alle rose, e quella della Speranza presenta delle canne, come quelle del fiume attraversata dalla Sacra Famiglia durante la fuga in Egitto.
Gaudí, essendo consapevole di non poter completare l'opera, decise di costruire completamente questa facciata per dare un'idea globale della struttura e delle decorazioni piuttosto che continuare la costruzione nella sua interezza e in maniera lineare. Gaudí scelse di costruire questa facciata verticalmente per dare un esempio di come sarebbero dovuti continuare i lavori. Scelse questa facciata perché, secondo il suo parere, poteva essere la più attraente per il pubblico, incoraggiando così la continuazione dell'opera dopo la sua morte; le sue parole furono:
(Antoni Gaudí)

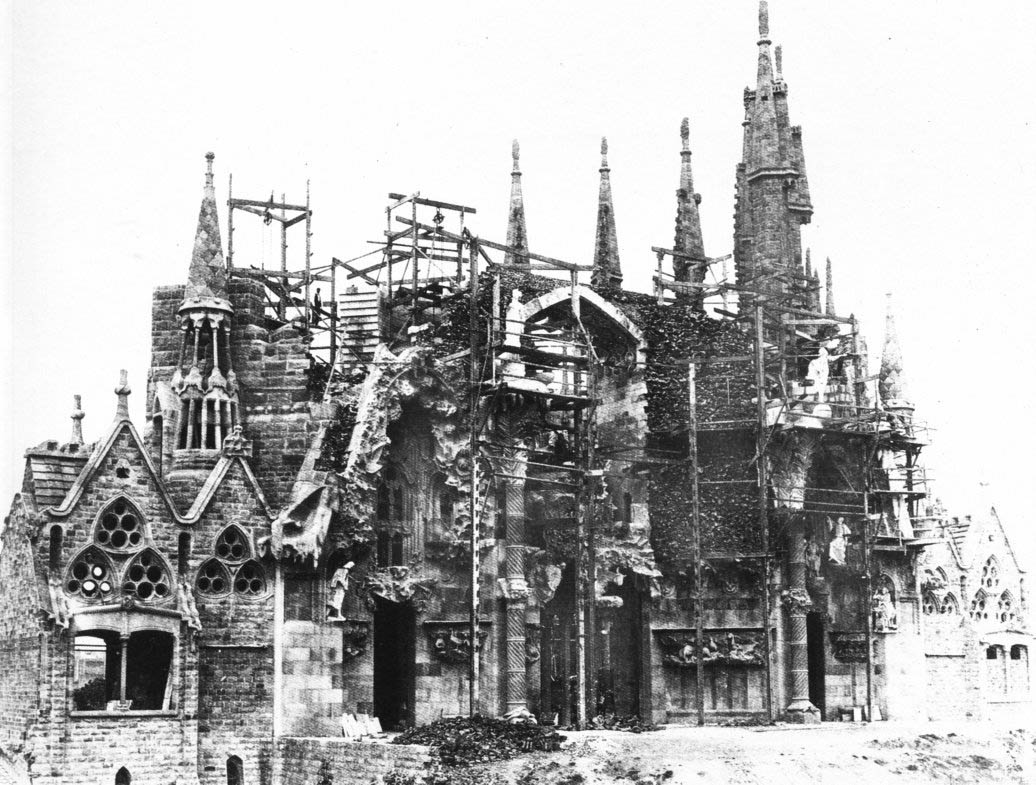
Lavori sulla facciata della Natività (1897)
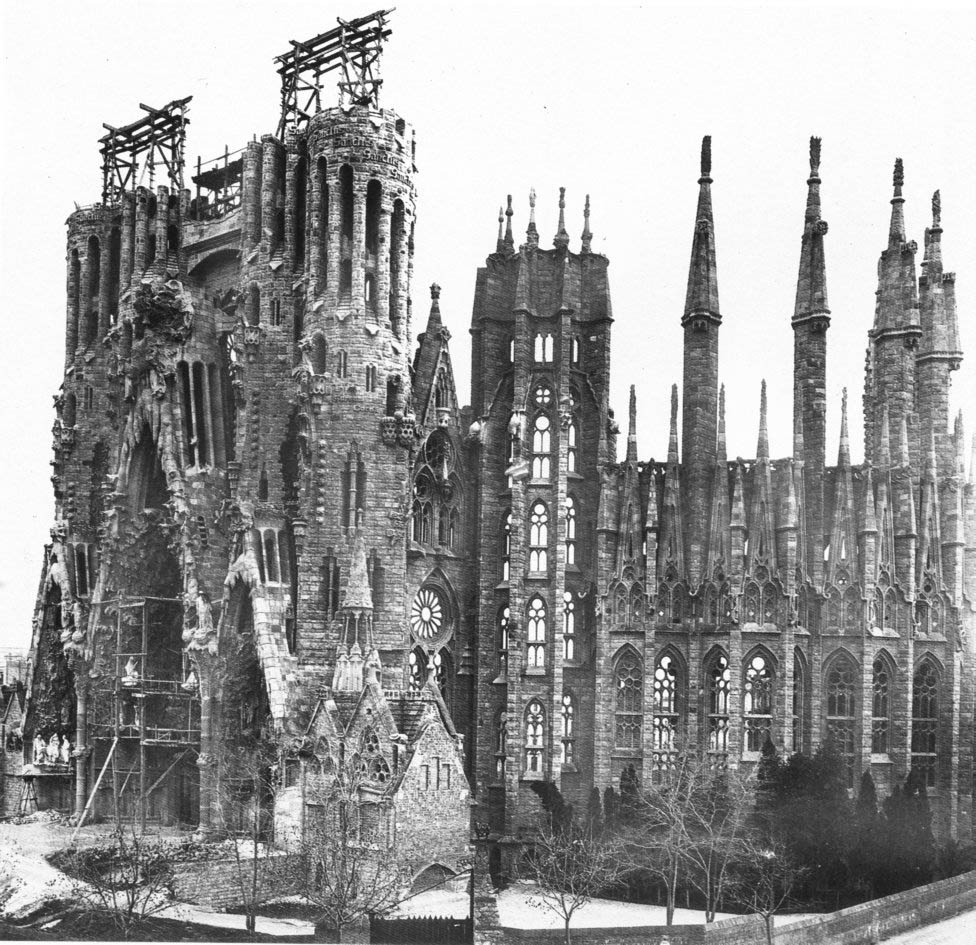
Lavori sulla facciata della Natività (1908)

#### Portale della Carità

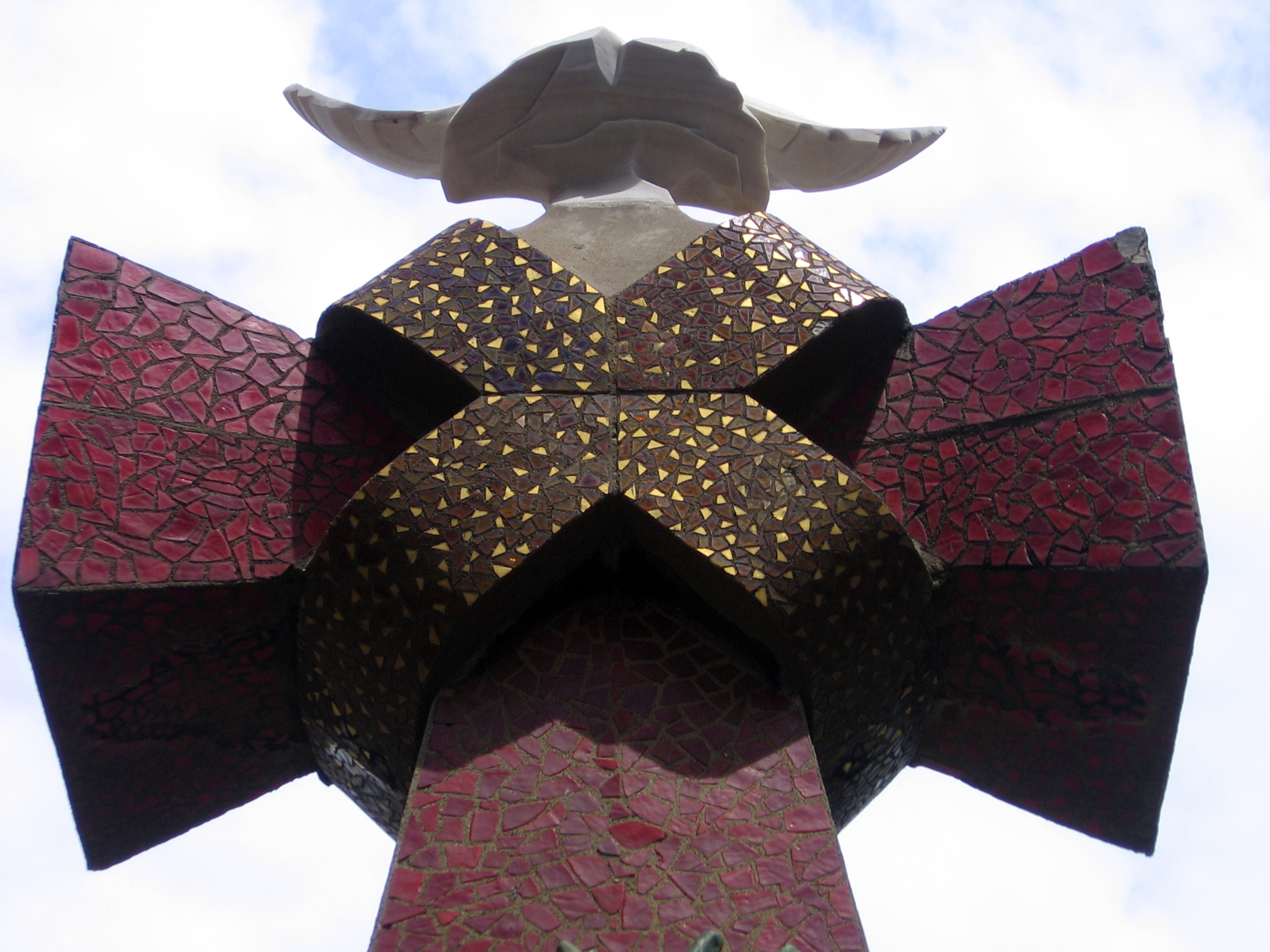
Croce della Santissima Trinità.

È il maggiore dei tre, ed è dedicato a Gesù. Vuole simboleggiare la porta d'ingresso di Betlemme (a forma di grotta) e sviluppa una serie di scene sulla Natività di Gesù: l'Annunciazione, l'Adorazione dei Magi, l'Adorazione dei pastori e l'Incoronazione di Maria, le due adorazioni sono opera di Joaquim Ros i Bofarull (1981-1982). Al centro del portale si trova la stella cometa disposta in verticale e nella volta, si trovano i segni zodiacali, nella posizione in cui sono la notte di Natale. All'interno del portale sono presenti gli angeli musicisti (con strumenti classici quali arpa, fagotto, violino, e popolari quali chitarra, tamburello e armonica), l'agnello come simbolo d'innocenza, il cane di fedeltà e cinquantanove grani del rosario che circondano la vetrata. Sull'architrave della porta c'è l'iscrizione Gloria in excelsis Deo et in terra pax hominibus bonae voluntatis
Al centro del portale di Gesù è presente il grande pilastro con l'Albero di Jesse, la genealogia di Cristo, alla base del quale c'è il serpente che ha in bocca una mela, simbolo del peccato originale e sopra il capitello si trova il gruppo della Natività, opera di Jaume Busquets (1958). Ai lati è presente il coro degli angeli bambini, distrutto durante la guerra civile, in seguito rifatto da Etsurō Sotoo. Gli Angeli sostengono una scritta che dice: Jesus est natus. Venite, adoremus, Al cui messaggio gli uccelli vanno ai piedi della culla, come descritto nel Villancico (canto popolare natalizio) catalano el cant dels ocells'
Il portico culmina con l'Albero della Vita, che rappresenta il trionfo della vita e l'eredità di Gesù. Qui troviamo il simbolo di Gesù con il cristogramma JHS, una croce greca, con le lettere greche alfa e omega, come simbolo del principio e la fine. Questa è circondata da angeli incensieri e angeli portatori di pane e vino, simbolo dell'eucaristia. Sopra l'anagramma si trova un pellicano, simbolo cristiano primitivo, che rappresenta anch'esso l'eucaristia, con un uovo simbolo dell'origine e della pienezza della vita e della natura, verso l'alto si alzano due scale che richiamano l'ascensione a Dio. Qui si trovano l'immagine dell'incoronazione della Vergine e un cipresso che simboleggia la vita eterna con un gruppo di colombe che rappresentano la purezza dei fedeli che vengono a Dio. Infine, troviamo una rappresentazione della Santissima Trinità, con la lettera tau, iniziale del nome di Dio in greco (Theos), la X di Gesù (con la lettera Chi, iniziale di Cristo in greco) e la colomba dello Spirito Santo.

#### Portale della Speranza
Il portale è dedicato a San Giuseppe, sono presenti le scene dello Sposalizio tra Maria e Giuseppe, la famiglia di Gesù (con San Gioacchino e Santa Anna), il saggio e il Gesù bambino (con Gesù che porta in mano una colomba, simbolo di morte e umiltà), la strage degli innocenti, la fuga in Egitto e la barca di San Giuseppe, in cui il santo è il timoniere che guida la chiesa cattolica (in questa statua il volto di Giuseppe corrisponde a quello di Gaudí, omaggio voluto dai lavoratori della Sagrada Familia dopo la sua morte). Si possono osservare i numerosi strumenti che ricordano il lavoro di Giuseppe (una sega, un martello, uno scalpello, una piazza, un cacciavite, un martello, un'ascia), animali domestici come oche, anatre e oche selvatiche che richiamano la fauna del Nilo facendo memoria del periodo trascorso in Egitto dopo la fuga, così come la flora (papiro, loto, ninfee, viti, ecc.) Il portico è sormontato da un grande pinnacolo simile alle rocce di Montserrat (precisamente il Cavall Bernat), con l'iscrizione latina Salva nos.

#### Portale della Fede
Dedicata alla Vergine Maria, vediamo le seguenti scene: l'Immacolata Concezione, in cui la Vergine appare su una lampada a tre bracci, con riferimento alla Santa Trinità, la Visita della Madonna alla cugina Elisabetta, la Presentazione di Gesù al tempio, dove il bambino Gesù appare tra le braccia del sacerdote Simeone e al suo lato, appare la profetessa Anna, che riconosce Gesù come il Messia. Si possono vedere inoltre le scene in cui Gesù lavora come falegname e Gesù che predica nel tempio, tra le figure di San Giovanni Battista e San Zaccaria. Sono presenti anche la raffigurazione del Cuore di Gesù, coperto di spine e api, la Divina Provvidenza, che ha le sembianze di una mano con un occhio che tutto vede, l'uva e le Spighe che simboleggiano l'eucaristia, e Flora della Palestina, soprattutto foglie di palma, simbolo del martirio.

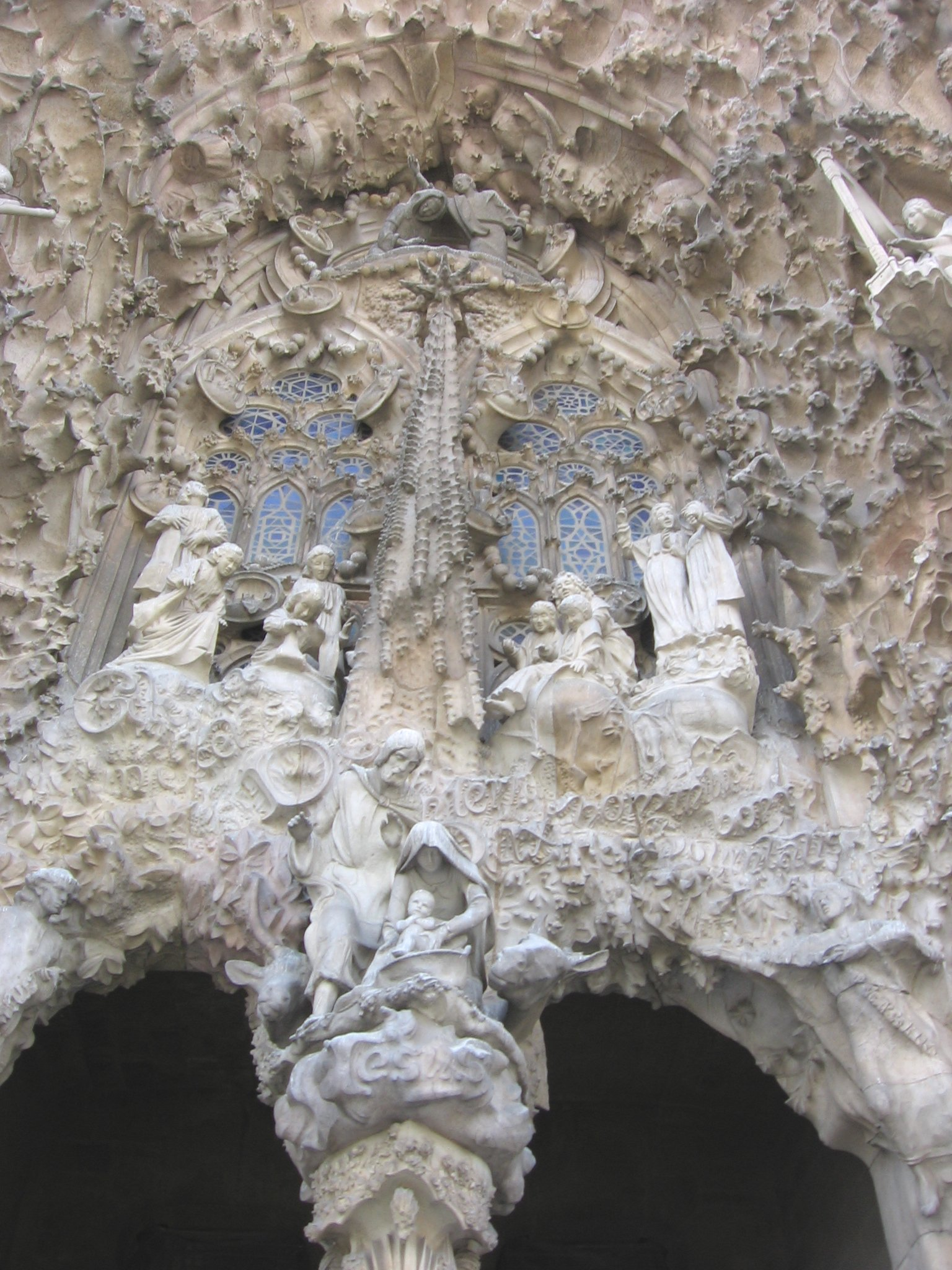
Portico della Carità
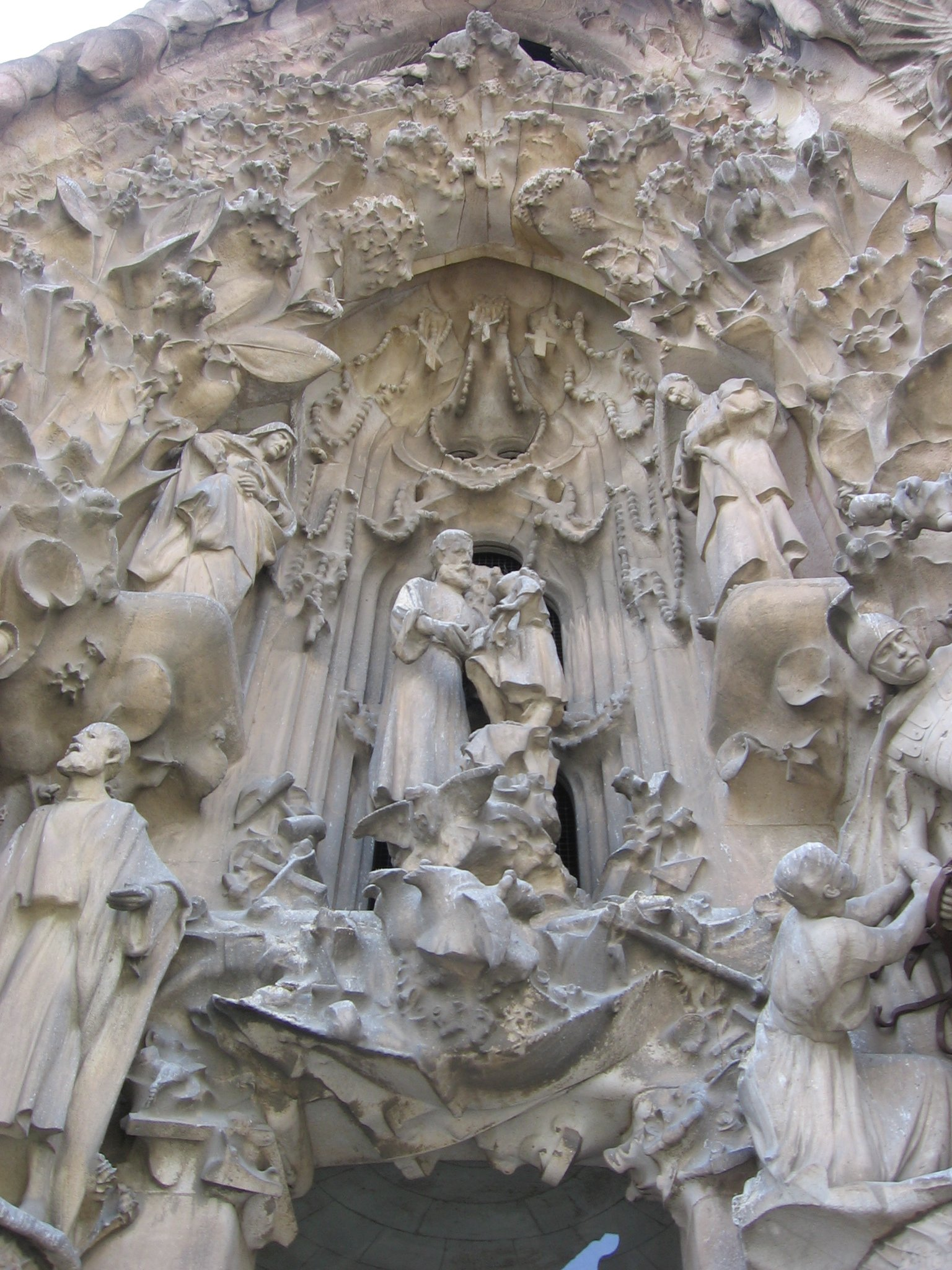
Portico della Speranza
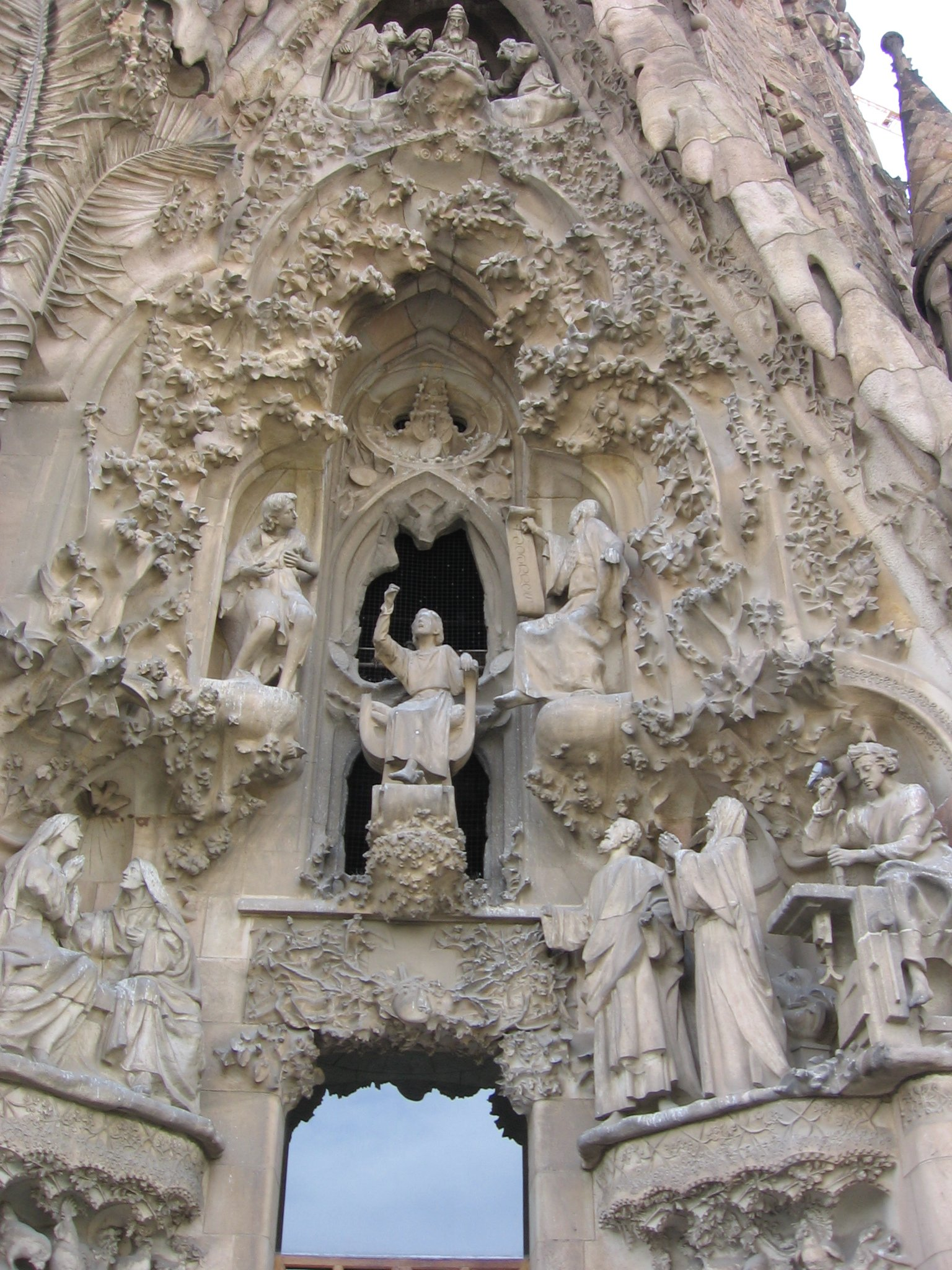
Portico della Fede
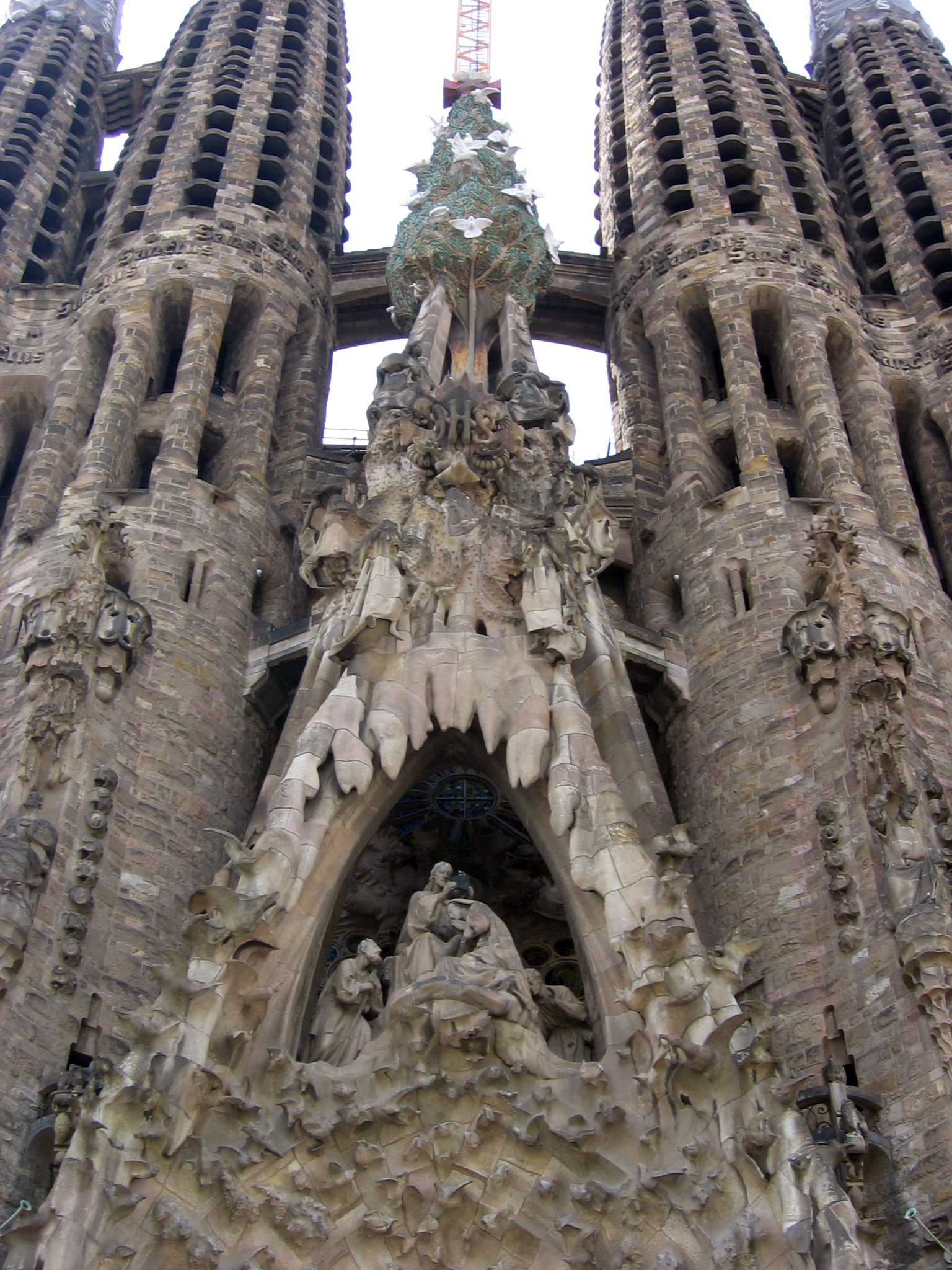
Albero della Vita
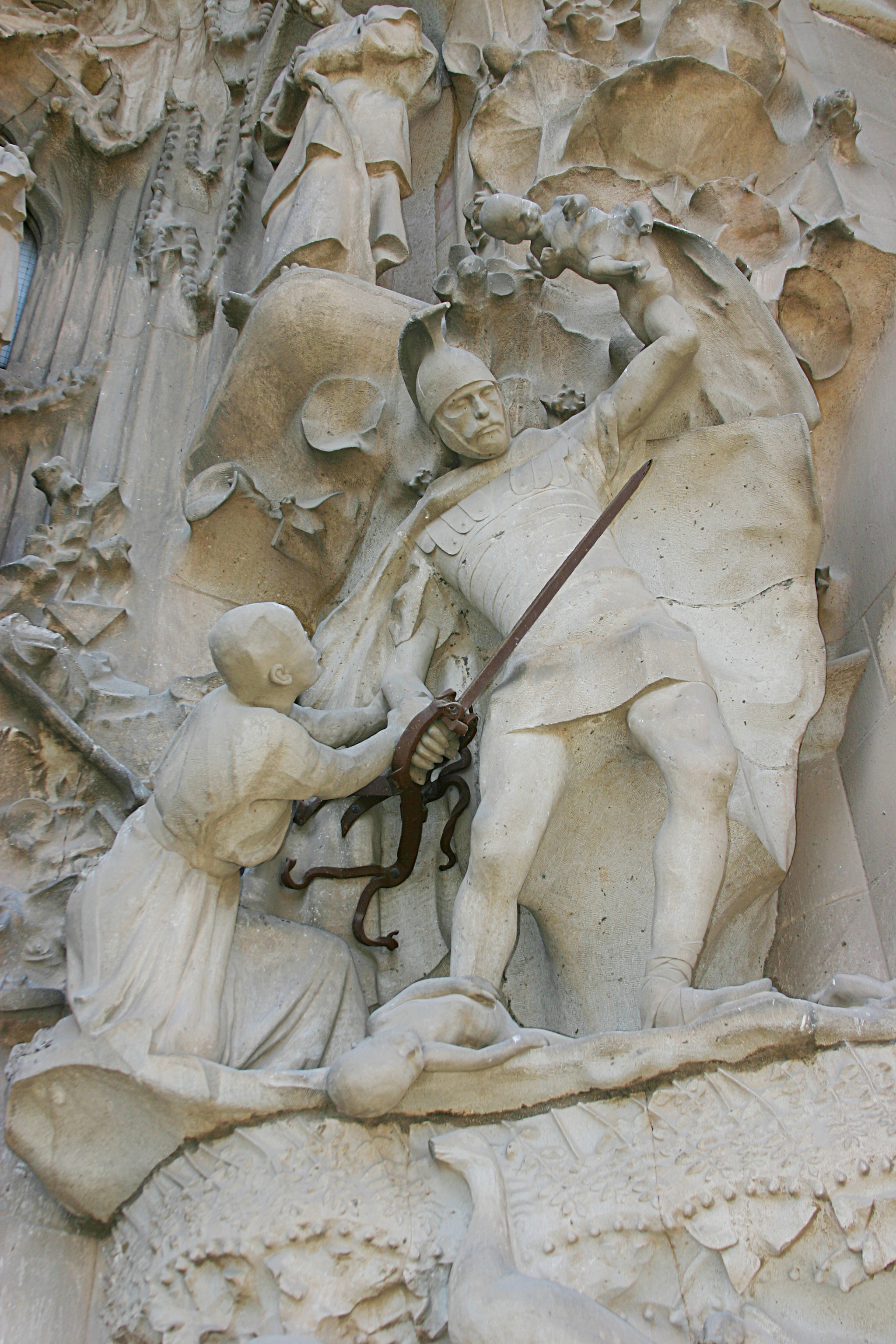
Morte dei Santi Innocenti
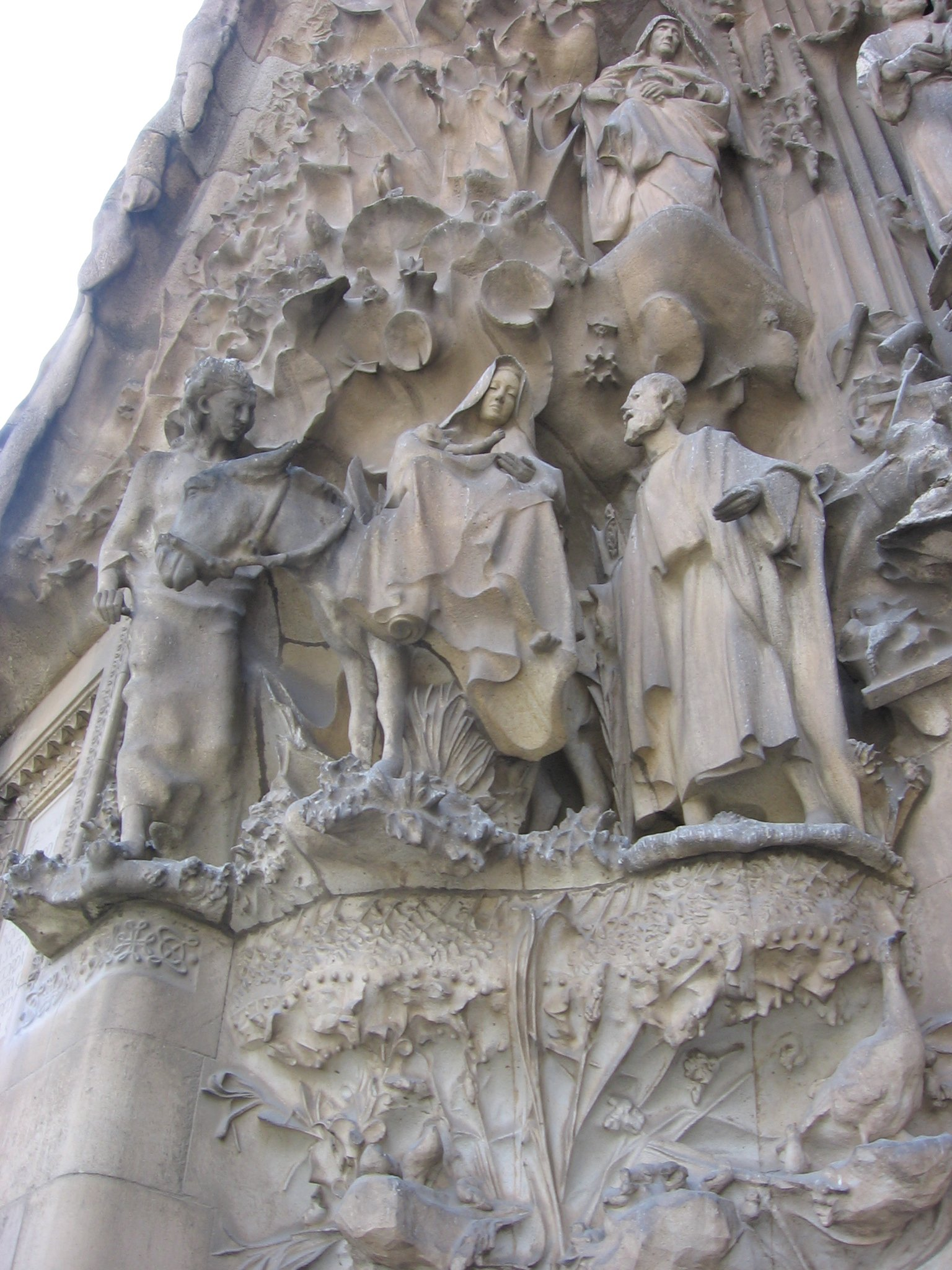
Fuga in Egitto
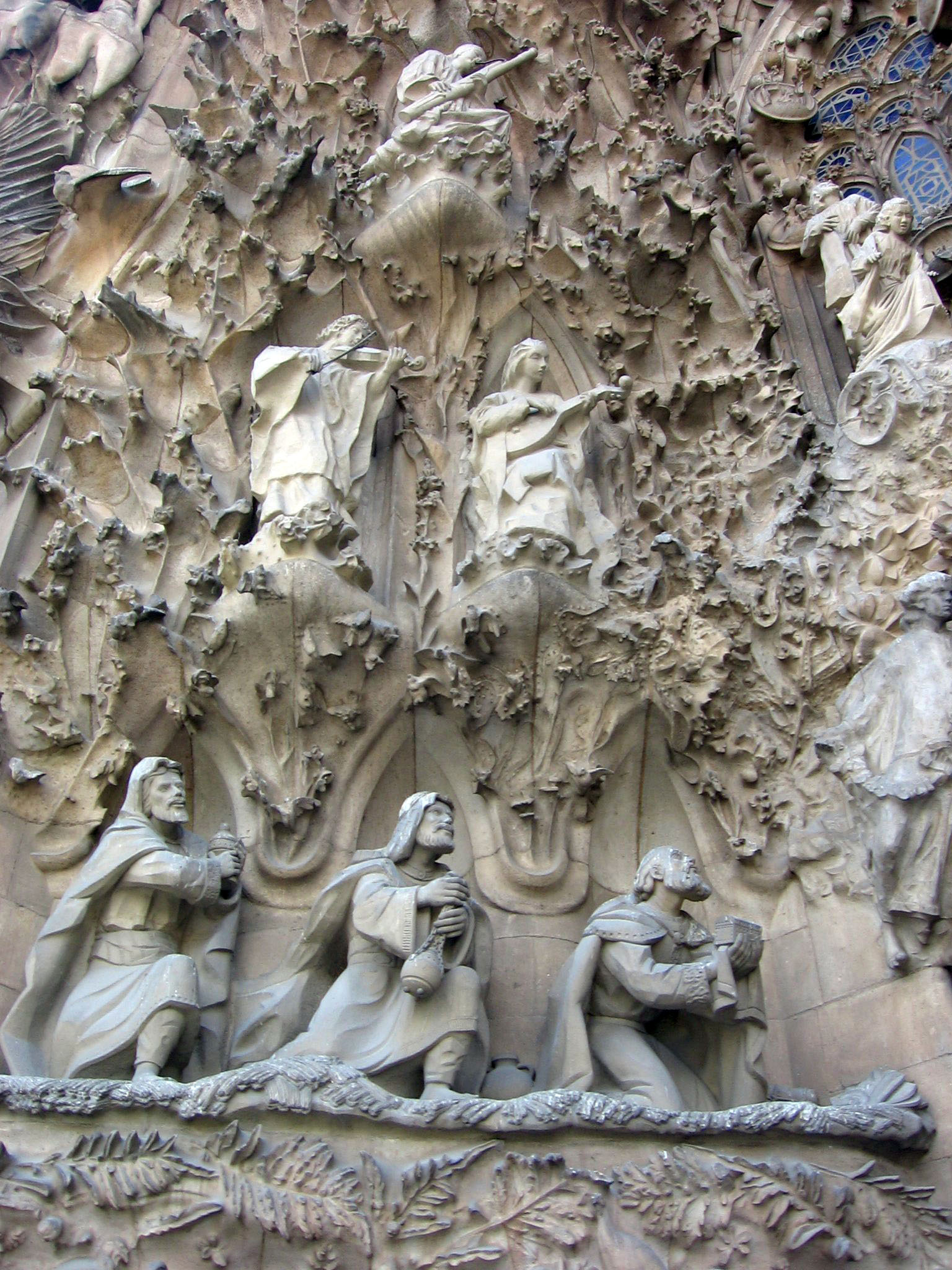
Adorazione dei Magi
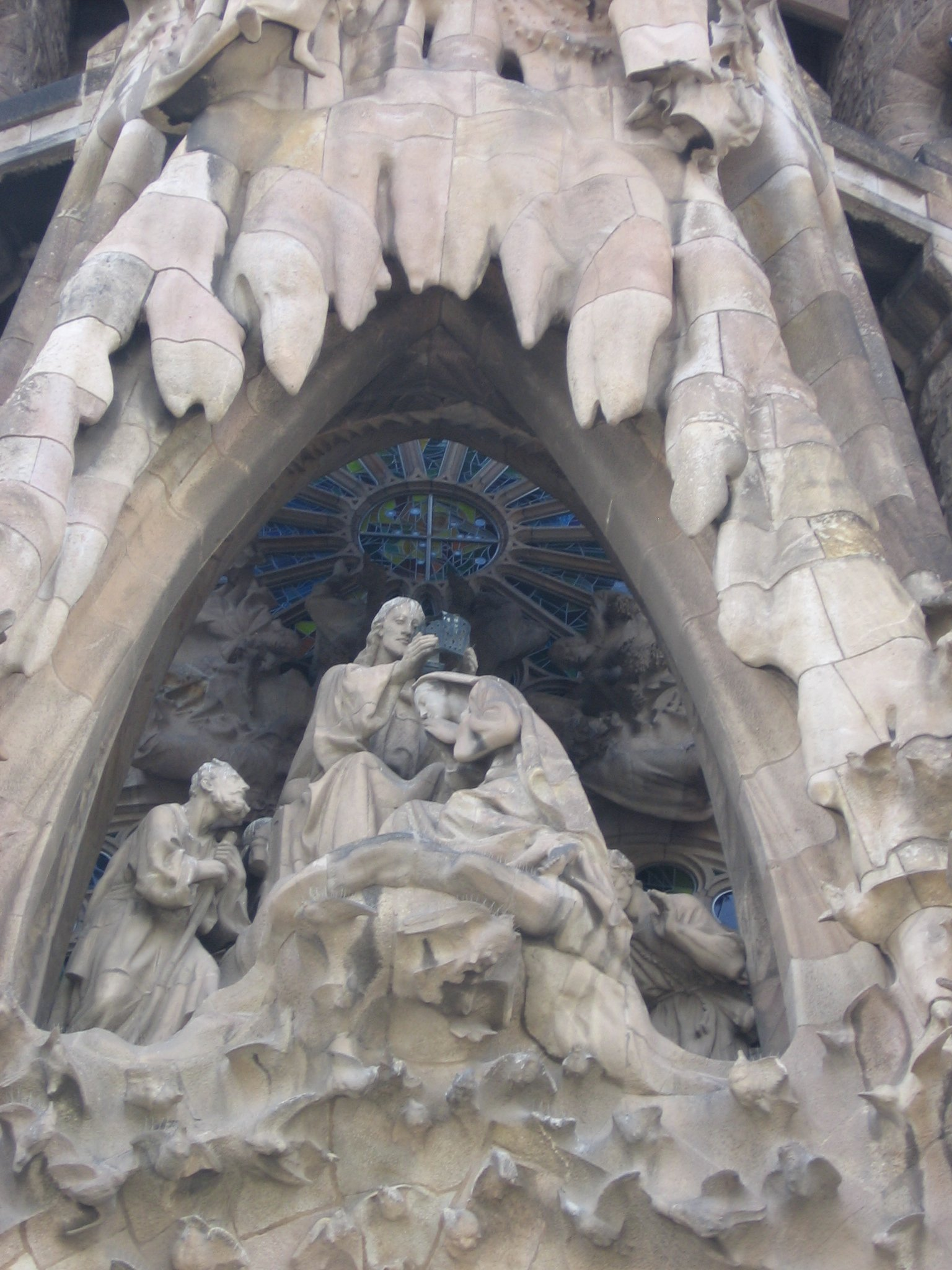
Coronazione di Maria

### Facciata della Passione

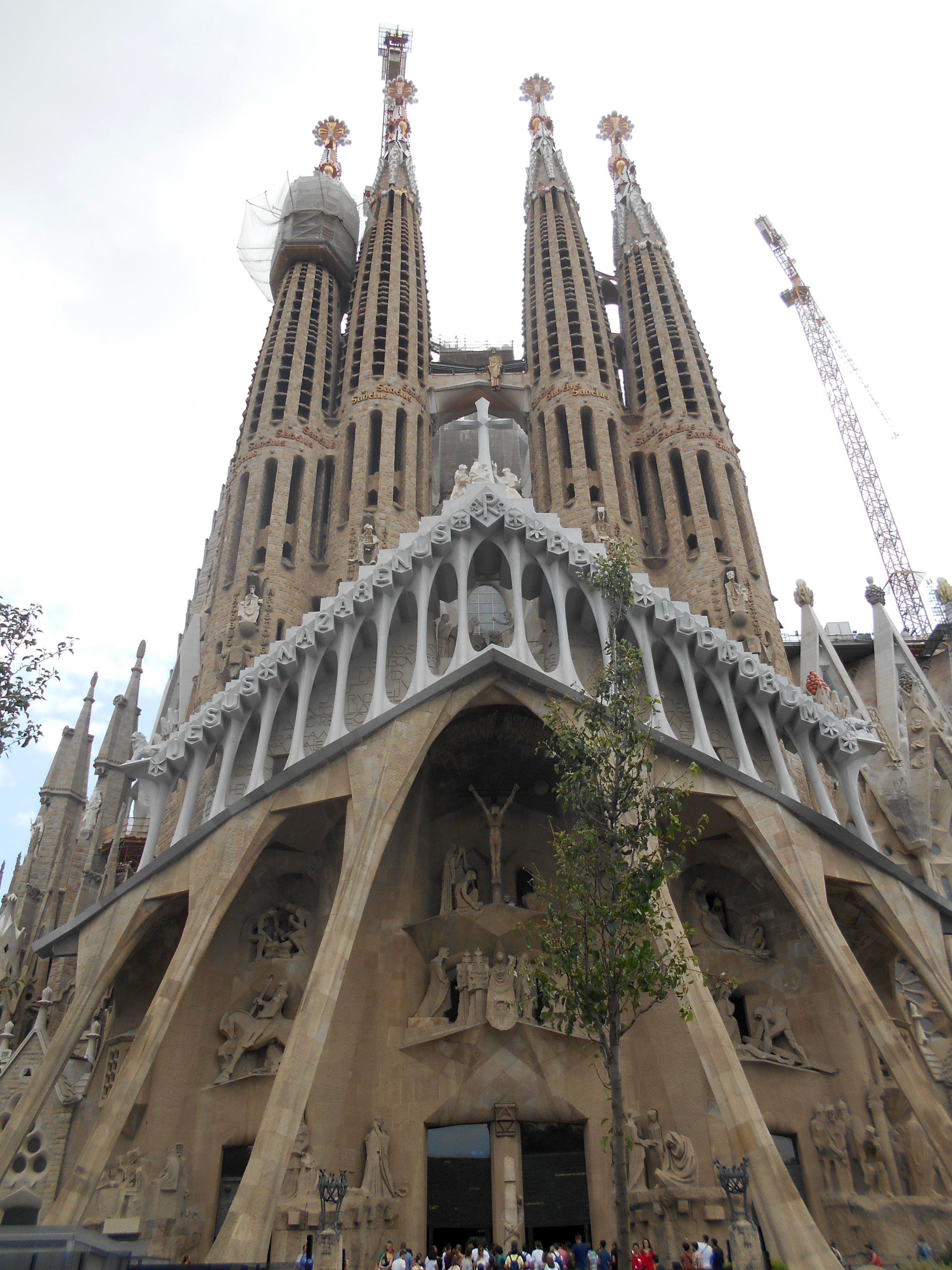
Facciata della Passione.

La facciata della Passione fu iniziata nel 1954 secondo i disegni e le spiegazioni che Gaudí aveva lasciato. Le torri furono terminate nel 1976 e da allora si è lavorato alla decorazione scultorea. Gaudí progettò questa facciata durante la convalescenza dalla febbre maltese a Puigcerdà nel 1911. Dedicata alla passione di Gesù, intende riflettere la sofferenza di Cristo nella sua crocifissione, come riscatto dei peccati degli uomini. Gaudí concepì pertanto una facciata più austera e semplificata, senza ornamenti, in cui si distingue la nudità della pietra, in modo da somigliare a uno scheletro, ridotta alle semplici linee delle sue ossa. Include solo le sculture del ciclo della Passione di Gesù di Josep Maria Subirachs, che ideò una serie semplice e schematica, con forme angolari che causano un effetto drammatico. Subirachs realizzò la sua opera tra il 1987 e il 2009.
Gaudí stesso descrisse la sua concezione della facciata della Passione in questo modo:
(Antoni Gaudí)

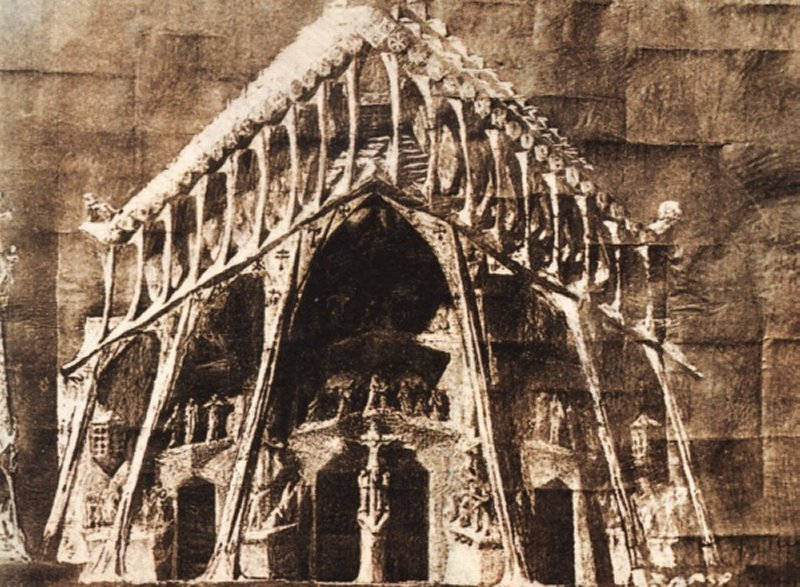
Abbozzo di Gaudí della Facciata della Passione (1911).

Orientata verso ponente (sud-ovest), la facciata è sostenuta da sei grandi pilastri obliqui che ricordano tronchi di sequoia, su cui è posto un grande frontone a forma di piramide composta da diciotto colonne a forma di osso e sormontata da una grande croce con una corona di spine e tre angeli adoranti. Le torri sono dedicate agli apostoli Giacomo il Minore, San Tommaso, San Filippo e San Bartolomeo.
La facciata della Passione, come quello della natività, presenta tre portali dedicati rispettivamente alla Fede, alla Speranza e alla Carità, con porte in bronzo create da Subirachs. Il portico centrale, della Carità, presenta due porte dedicate al Vangelo, con i testi dei libri che raccontano gli ultimi giorni di Gesù, separati da una bifora con le lettere greche alfa e omega come simbolo del principio e la fine. La porta è alta 5,28 metri e larga 2,82 e pesa 6500 chili. Quella di sinistra presenta i passaggi concernenti la Passione del Vangelo di Matteo e quella di destra quelli di Giovanni. Nel loro insieme, presentano un totale di circa 10000 lettere, alcune delle quali vengono fatte risaltare in bronzo dorato, come la frase "Che cos'è la verità?" nel contesto in cui Gesù di fronte a Pilato rispose alla sua affermazione che egli è venuto a "testimoniare la verità "(Gv 18, 38).
Di fronte alle Porte del Vangelo si trova la colonna della Flagellazione, che sostituisce la croce originariamente prevista da Gaudí; per questo motivo Subirachs divise la colonna in quattro blocchi, che simboleggiano le quattro parti della croce. La colonna è alta cinque metri ed è realizzato in marmo travertino. Altri dettagli delle colonne sono i nodi della corda, che simboleggiano le torture sofferte da Gesù, il fossile di palma nana nel blocco di marmo, simbolo del martirio e della resurrezione, la canna che i soldati danno a Gesù invece dello scettro reale, simbolo delle derisioni subite dal Redentore. I tre scalini simboleggiano i tre giorni che trascorreranno fino alla risurrezione.
Nel portico della Fede è presente la Porta dei Getsemani, di 4.41 metri di altezza per 2,40 di larghezza, dedicata alla preghiera di Gesù nell'Orto degli Ulivi. Raffigura Gesù che prega, mentre i discepoli dormono e in alto a sinistra appare il cielo di notte con la luna piena come un presagio di morte. Nella parte inferiore s'incontra un poliedro preceduto dall'incisione dalla Malinconia di Albrecht Dürer, con l'iscrizione "Gesù avanzandosi un poco si prostrò con la faccia a terra e pregava dicendo: «Padre mio, se è possibile passi da me questo calice! Però non come voglio io, ma come vuoi tu!»" (Matteo 26, 39)
Il portico della Speranza ospita la Porta dell'Incoronazione di spine, di 5 metri di altezza e 2,40 di larghezza. Qui Gesù è raffigurato deriso con indosso la corona di spine, il mantello e bastone, come scherno per la sua condizione di re, ed è presente la frase: "E i soldati, intrecciata una corona di spine, gliela posero sul capo e gli misero addosso un mantello di porpora; quindi gli venivano davanti e gli dicevano "Salve, re dei Giudei" e gli davano schiaffi” (Giovanni 19: 2). In un'altra scena si vede Gesù condotto davanti a Erode e Ponzio Pilato, che si trovano di fronte simmetricamente, come se si vedessero allo specchio, con una citazione dalla Divina Commedia di Dante e un poema di Salvador Espriu, La pell de Brau (La pelle del toro).
Il ciclo scultoreo della Passione è distribuito in tre livelli, in ordine ascendente a formare una S, per riprodurre il Calvario di Gesù.

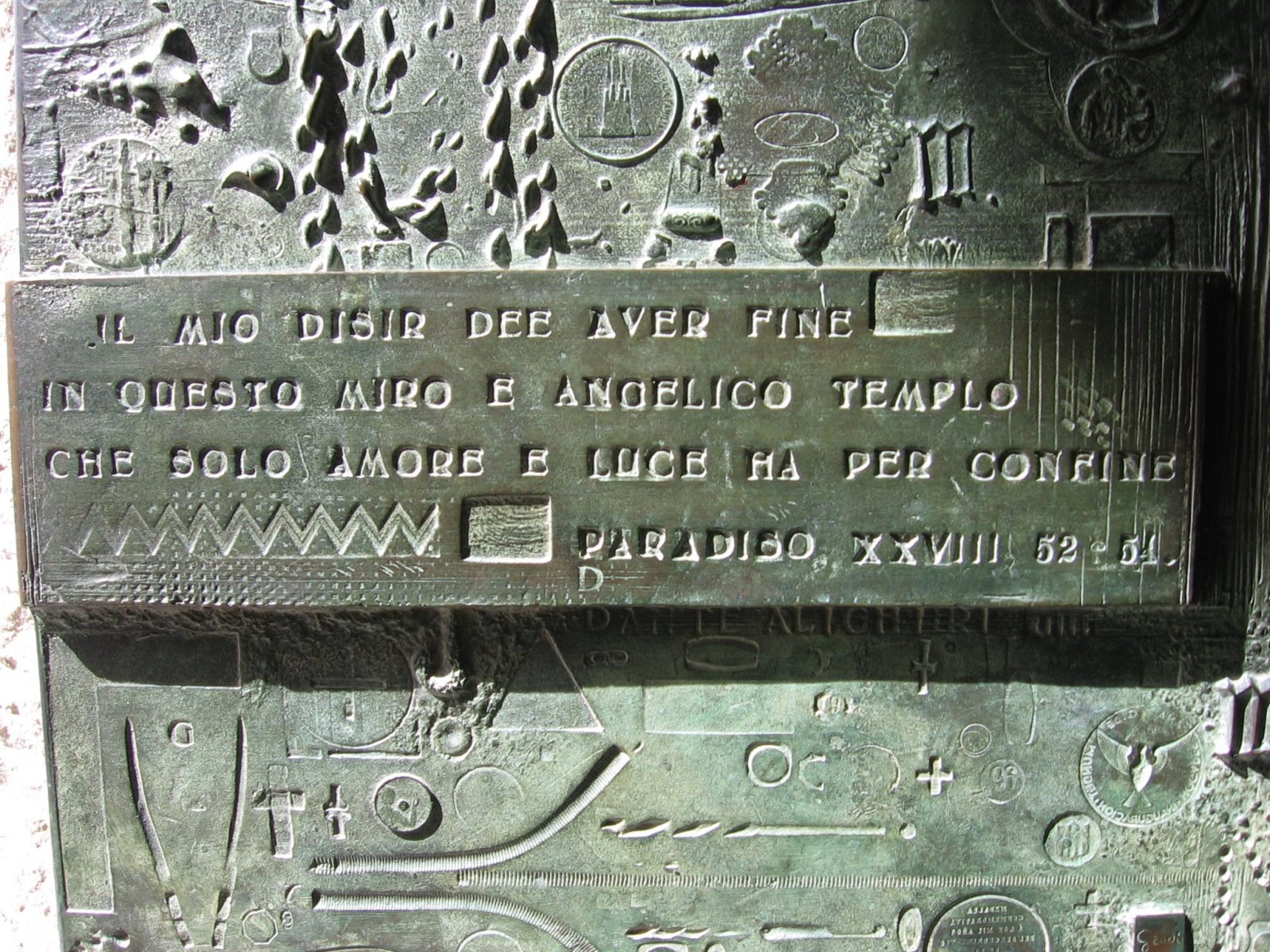
Dettaglio della porta dell'incoronazione di spine con un'iscrizione della Divina Commedia di Dante:
"il mio disir dee aver fine
in questo miro e angelico templo
che solo amore e luce ha per confine"
(Paradiso, Canto XXVIII).

- Il livello inferiore contiene le scene della notte antecedente alla crocifissione di Gesù. L'Ultima Cena mostra Gesù con i dodici apostoli e il momento in cui Giuda lo tradirà, con l'iscrizione "Quello che devi fare, fallo al più presto" (Giovanni 13, 27). Pietro e i soldati, quando Pietro taglia l'orecchio a Malco, il servo del sommo sacerdote. Il bacio di Giuda, dove le figure sono rozzamente scolpite a suggerire una visione notturna; dietro Giuda si erge il serpente che simboleggia il diavolo. La Negazione di Pietro contiene tre figure femminili che rappresentano le tre volte che Pietro rinnegò Gesù, insieme con un gallo che annuncia l'alba, dove l'apostolo è avvolto in una coperta come simbolo della sua codardia. Accanto a questa scena si trova un labirinto, che simboleggia l'imperscrutabilità del disegno divino, insieme alla rappresentazione del cammino di Gesù verso il Calvario. In esse, L'uomo Gesù è rappresentato con la corona di spine, sorvegliata da due soldati e con la figura di un Pilato titubante sul da farsi; ai piedi del Nazareno la pietra è inclinata, a rappresentare il terremoto che sta per verificarsi. Accanto a questa scena c'è una colonna con l'aquila romana e la scritta "Tiberio, imperatore di Roma". L'ultima scena di questo livello è il Processo di Gesù, in cui Pilato si lava le mani assistito da tre servi, un soldato e la figura di Procula, moglie di Pilato, lontana dalla scena dopo aver fallito nel suo intento di intercedere per il prigioniero, per quello che aveva visto in sogno (Matteo 27, 19).[56]

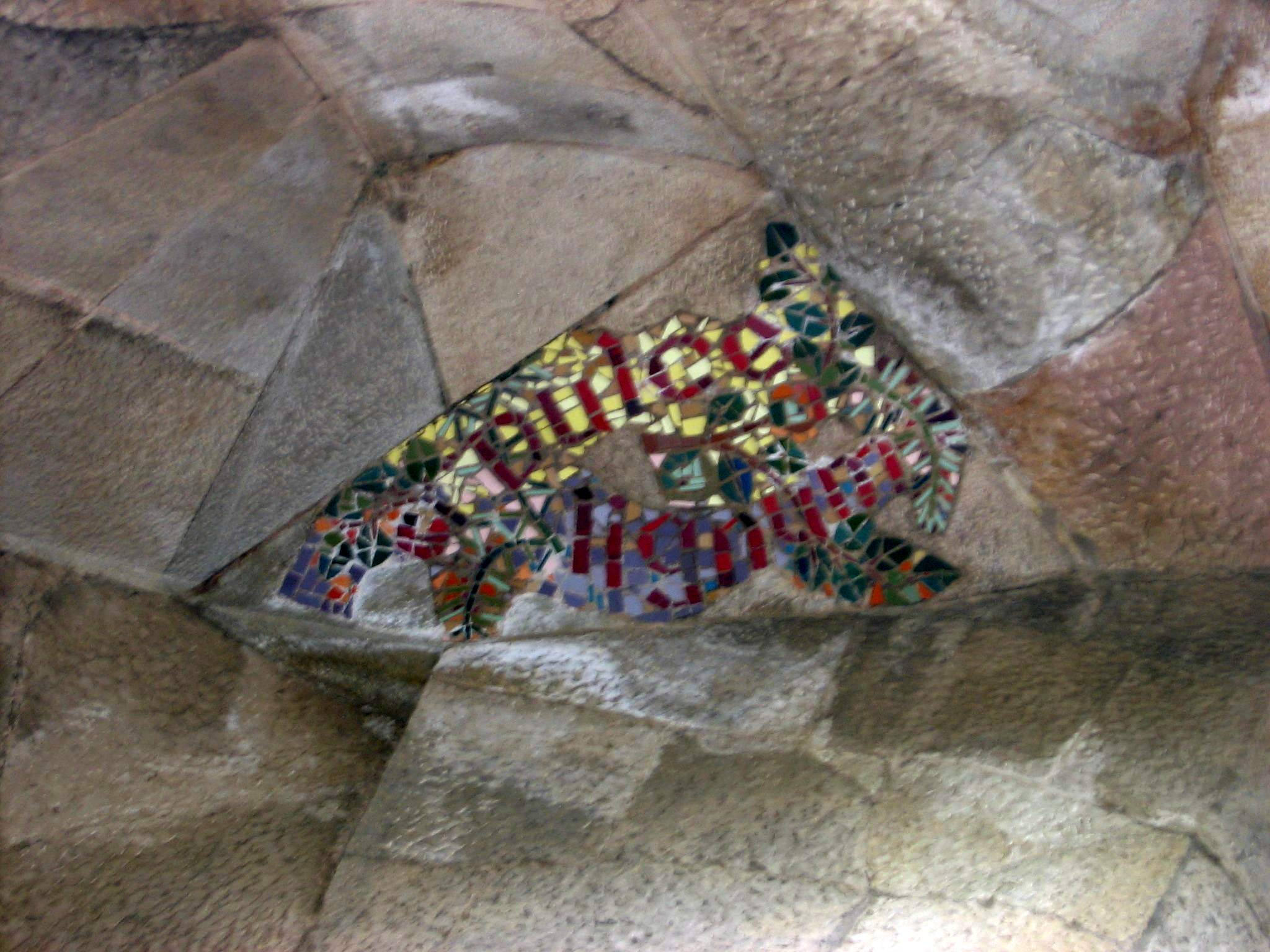
Giunti al gruppo dei Soldati che si giocano a dadi le vesti di Gesù si incontra un piccolo mosaico con la legenda Dulce lignum («Dolce legno»), dell'inno Crux fidelis di Venanzio Fortunato: Dulce lignum, dulces clavos, Dulce pondus sustinet («Oh dolce legno, dolci chiodi che sostenevano un così dolce peso!»).

- Livello Medio: rappresenta il Calvario di Gesù. Cominciando dalle Tre Marie e Simone di Cirene, che aiuta Gesù con la croce, circondato dalla Vergine, da Maria Maddalena e da Maria di Cleofa.La Veronica mostra il volto di Gesù scolpito in negativo sul tessuto con il quale la donna gli asciugò il sudore; la figura della Veronica non ha volto per non togliere attenzione all'immagine di Gesù. Qui Subirachs rende omaggio a Gaudí, donando alla figura dell'Evangelista, che si trova alla sinistra, le sembianze dell'architetto, così come la forma dei caschi dei soldati evoca i camini della Casa Milà. Il ciclo si chiude con Il soldato Longino, che tira la sua lancia contro Gesù, convertendosi subito dopo al cristianesimo.[57]
- Livello superiore: morte e sepoltura di Gesù. Il livello comincia con I soldati che si giocano a dadi le vesti di Gesù. La scena principale del portale è La Crocifissione, con Gesù appeso alla croce (a quattro braccia come quelle tipiche di Gaudí, ma con la particolarità di essere posta in orizzontale e realizzata in ferro), e la I della trave centrale dipinta in rosso, simbolo dell'inscrizione INRI. Nella scena appaiono di nuovo le tre Marie, San Giovanni e un teschio, simbolo della morte (e del Golgota), e una luna, che rappresenta la notte. Il velo strappato è una struttura bronzea che rappresenta il velo del tempio di Gerusalemme, che si lacera alla morte di Gesù. La sepoltura, infine, raffigura Giuseppe di Arimatea e Nicodemo che depositano il corpo di Gesù nella tomba, insieme con la Vergine Maria e un uovo simbolo di resurrezione. L'effigie di Nicodemo ha le sembianze dello scultore Subirachs.[58]

|  |

|  |

In cima al portico sarà presente un frontone, dove saranno collocati i patriarchi biblici e i profeti, e due figure di animali, l'agnello del sacrificio di Abramo e il Leone di Giuda, il vincitore della morte. Questa parte è in costruzione. Nel 2005 sono terminati i muri, dove sono scritti i nomi dei patriarchi e dei profeti (opera disegnata da Subirachs e scolpita dal suo assistente Bruno Gallart); si attende di finire il colonnato e la cimasa del frontone, così da poter collocare le figure del leone e dell'agnello scolpite da Subirachs. Inizialmente i profeti e patriarchi dovevano essere delle immagini, ma lo scultore ha scelto di realizzare un muro con i nomi per evitare di sovraccaricare la parte anteriore della facciata della Passione e per non distogliere l'attenzione dal ciclo della Passione di Gesù raffigurata in basso. Così, queste figure bibliche sono state rappresentate da Subirachs con i loro nomi e simboli corrispondenti nella forma di arabesco, inseriti in un bassorilievo di 36 metri di lunghezza e 5,5 di altezza.
Patriarchi: Adamo, Eva, Abele, Enoch, Noè, Matusalemme, Abramo, Sara, Isacco, Rebecca, Giacobbe, Lia, Rachele, Giuda, Davide, Ezechia, Giosia.
Profeti: Mosè, Sefora, Aronne, Balaam, Debora, Samuele, Natan, Elia, Isaia, Geremia, Ezechiele, Daniele, Giona, e Zaccaria.
Le figure degli apostoli nelle torri sono anch'esse opera di Subirachs, realizzate in travertino e alte 3,25 metri, collocate tra il febbraio e l'ottobre del 2000. Giacomo il Minore è rappresentato con il pastorale da Vescovo, perché secondo la tradizione è il primo vescovo di Gerusalemme, San Bartolomeo appare con un coltello, simbolo del suo martirio (fu scuoiato) e con una pergamena poiché autore di un vangelo apocrifo, San Tommaso è mostrato in atteggiamento dubbioso, come quando volle toccare Gesù per credere nella sua risurrezione, e San Filippo regge un libro in mano, simbolo della sua predicazione in Asia Minore.
Al livello superiore è situata la Resurrezione di Gesù, che ha la forma di una grande finestra panoramica composta di quindici finestre, opera di Joan Vila i Grau; sopra si incontra Lo Spirito Santo, scultura di Subirachs ispirata a una colomba di forma astratta, collocata nel 2001. Al termine si trova L'ascensione di Gesù, sul ponte tra le torri di San Bartolomeo e di San Tommaso, a 60 metri di altezza, opera di Subirachs in bronzo collocata nel 2005.

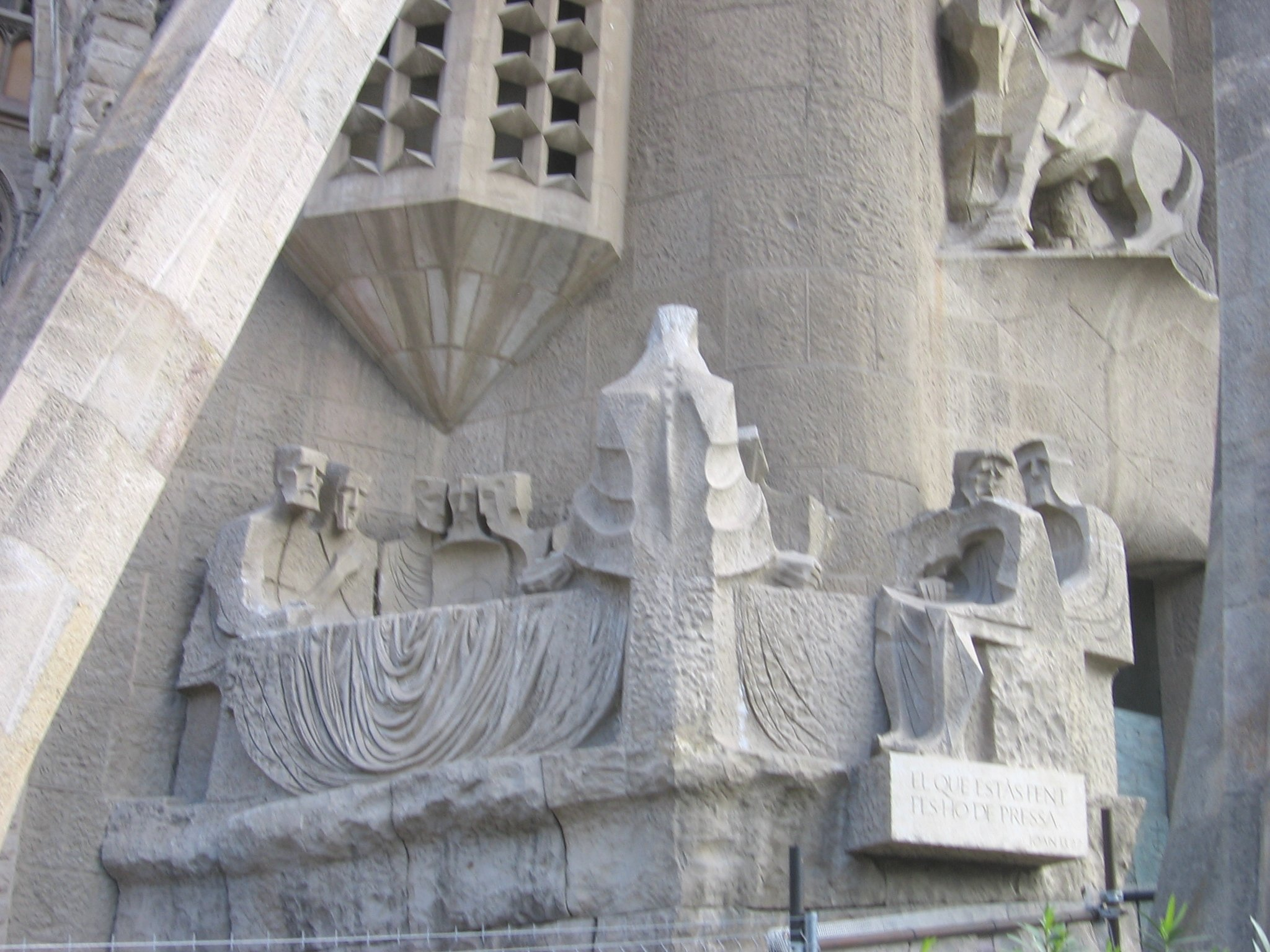
Ultima cena
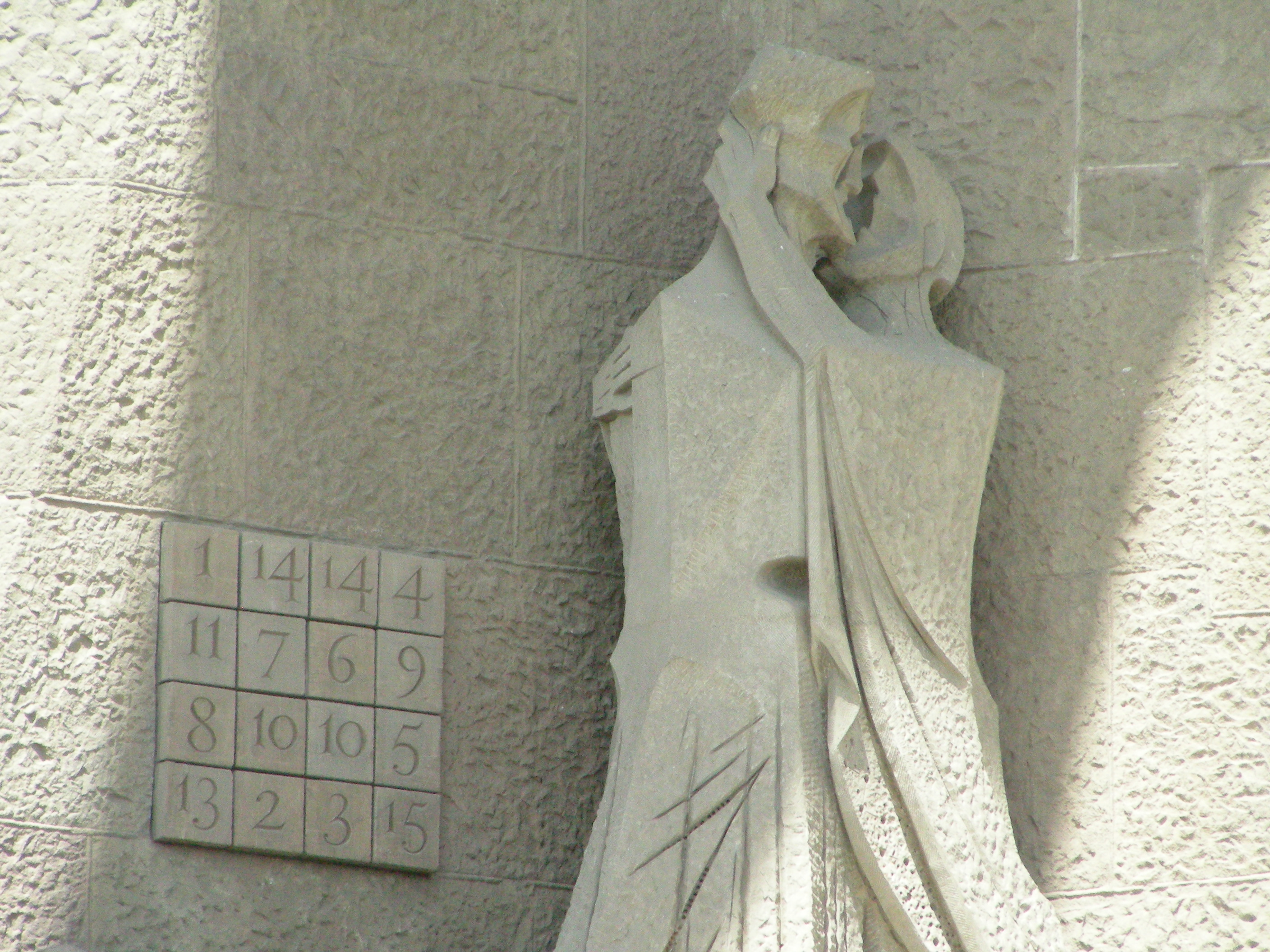
Il bacio di Giuda
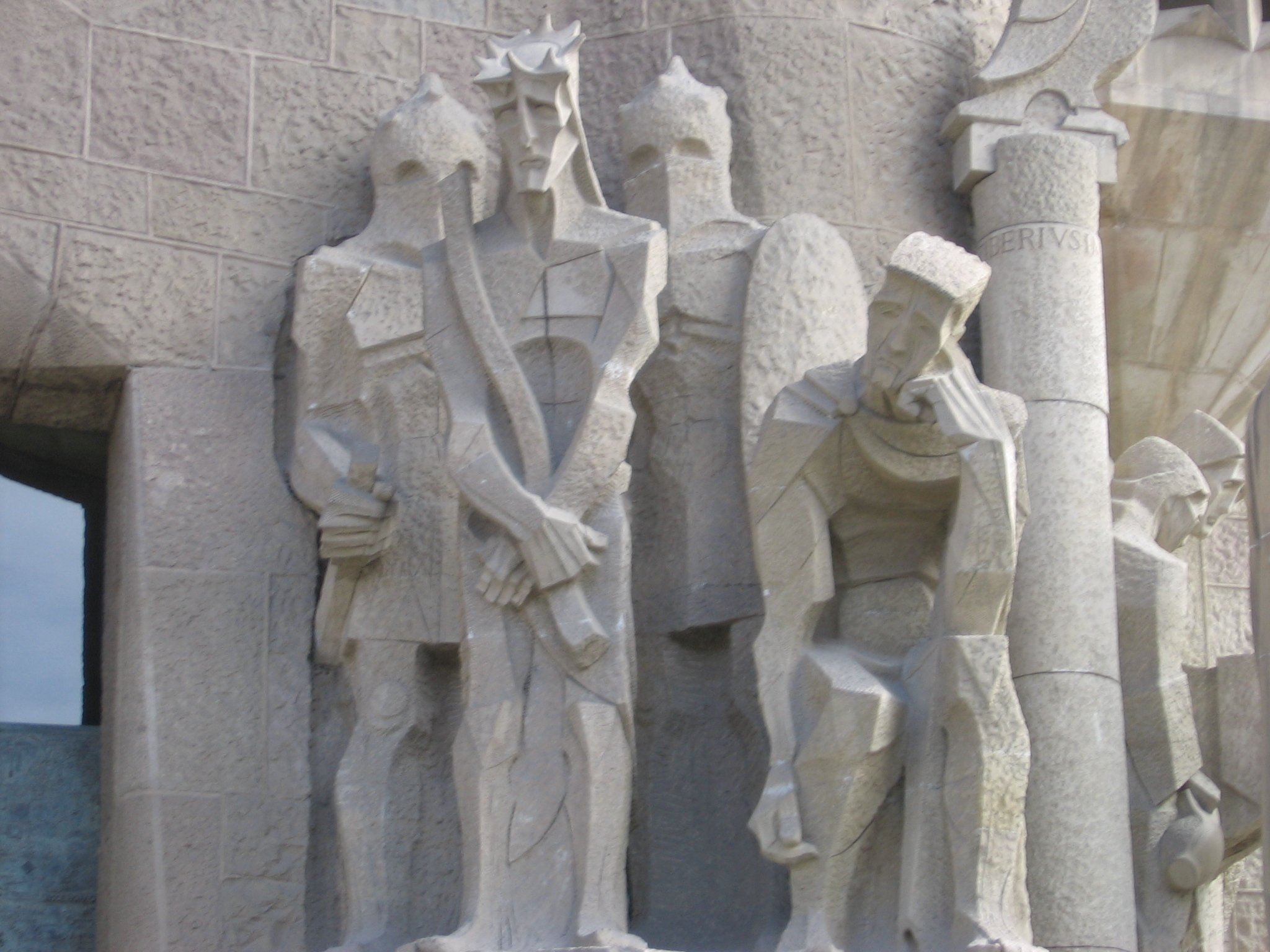
Ecce Homo
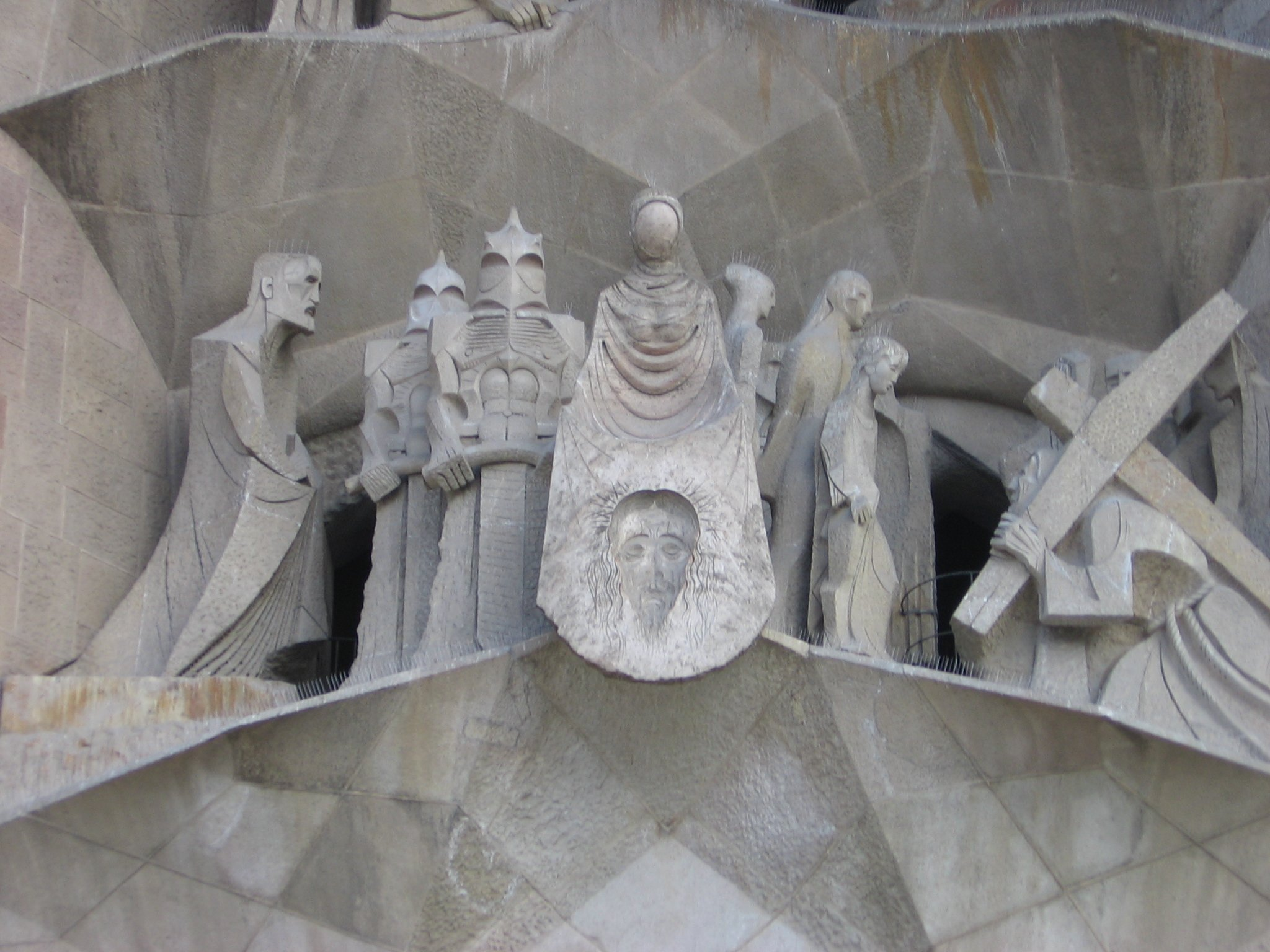
La Veronica
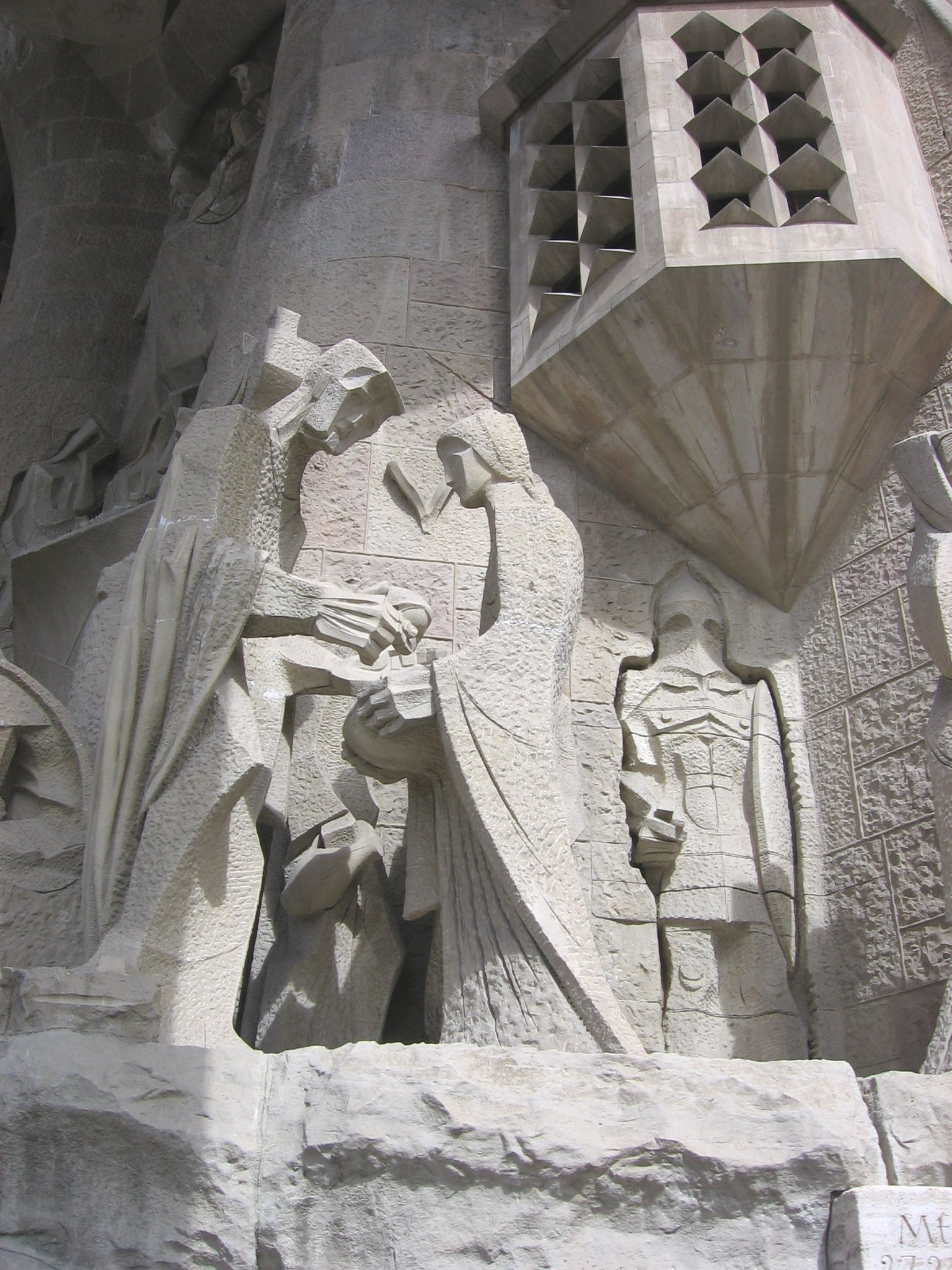
Il giudizio di Gesù
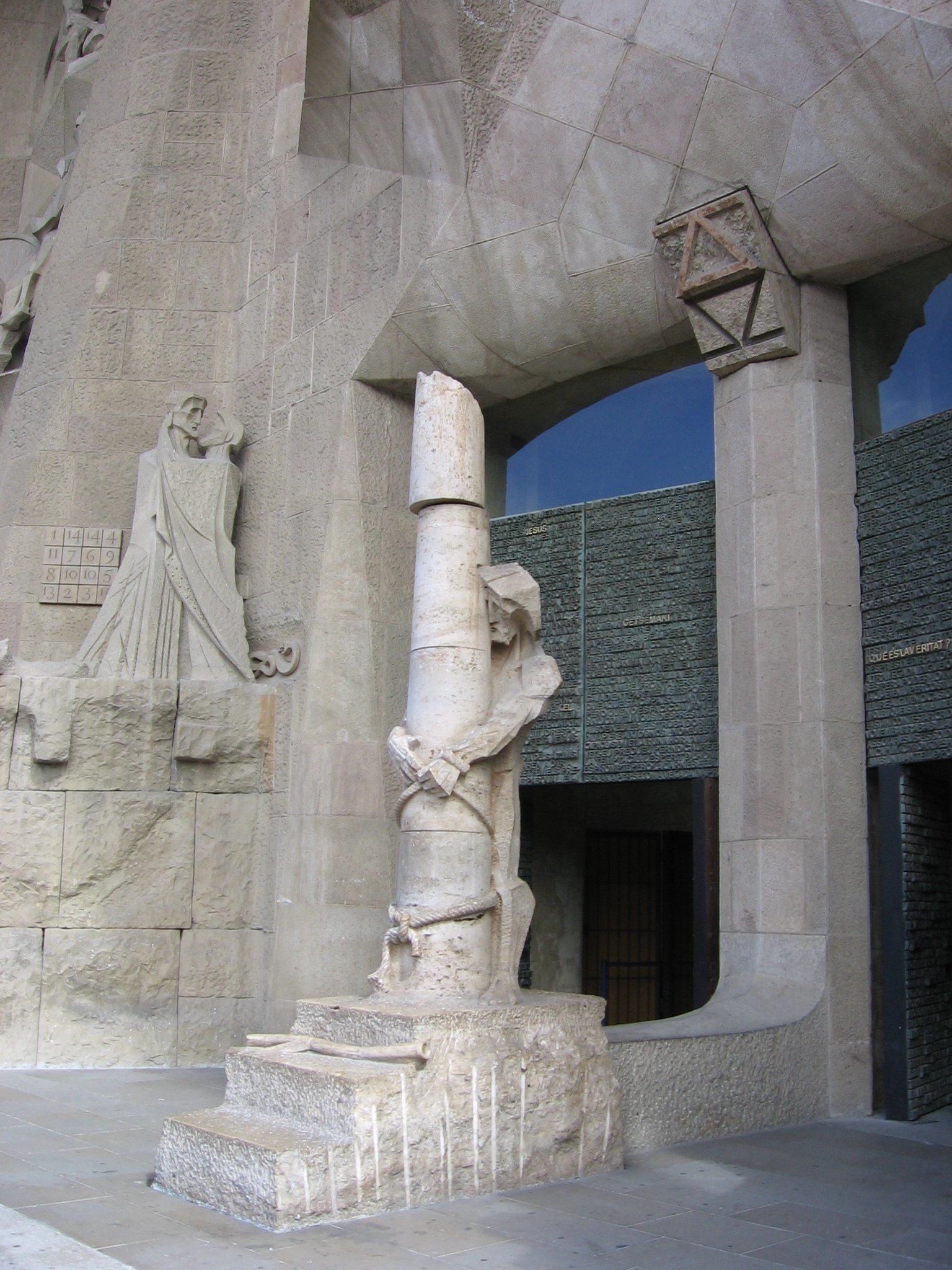
Colonna della flagellazione
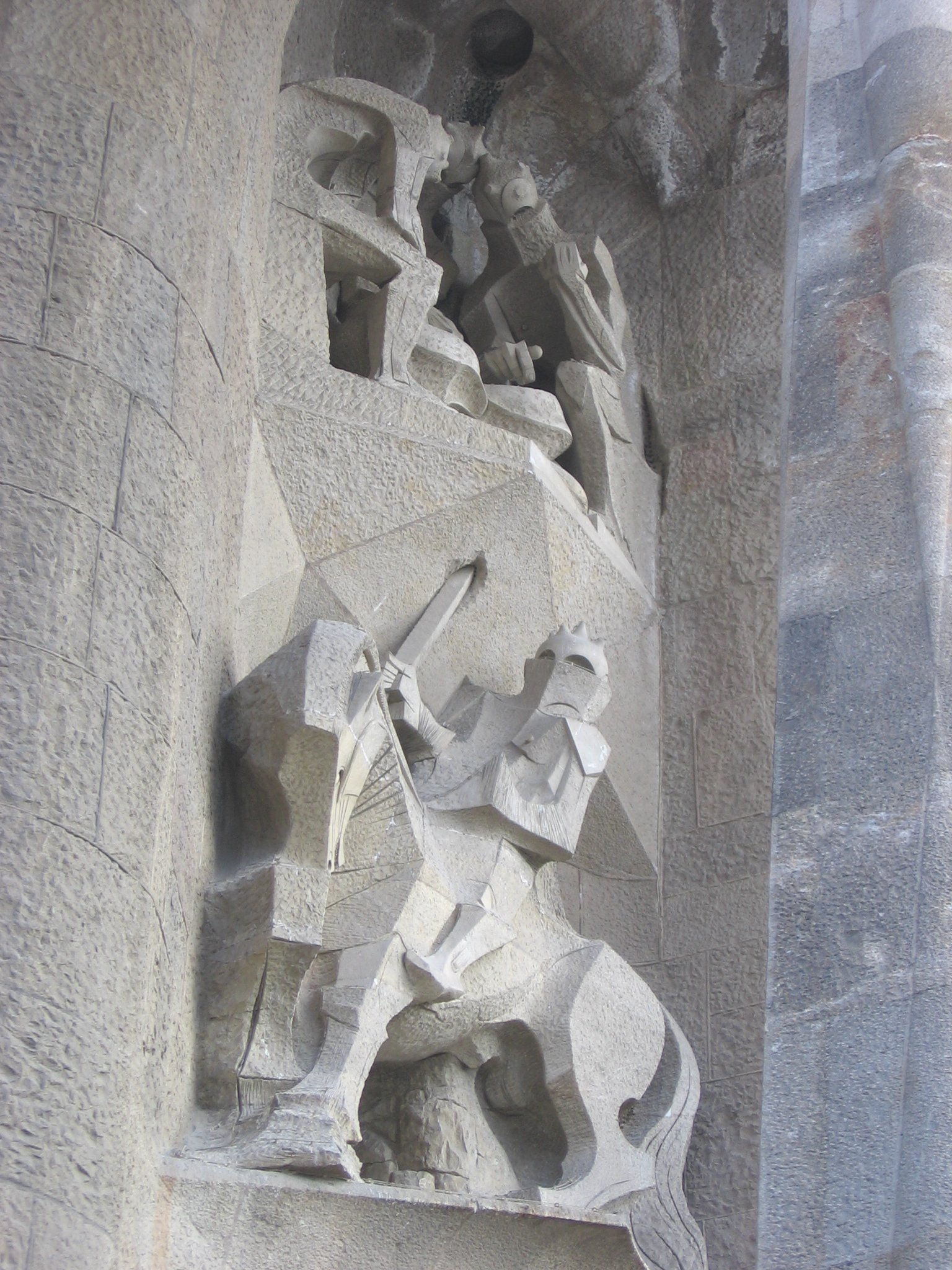
Il soldato Longino
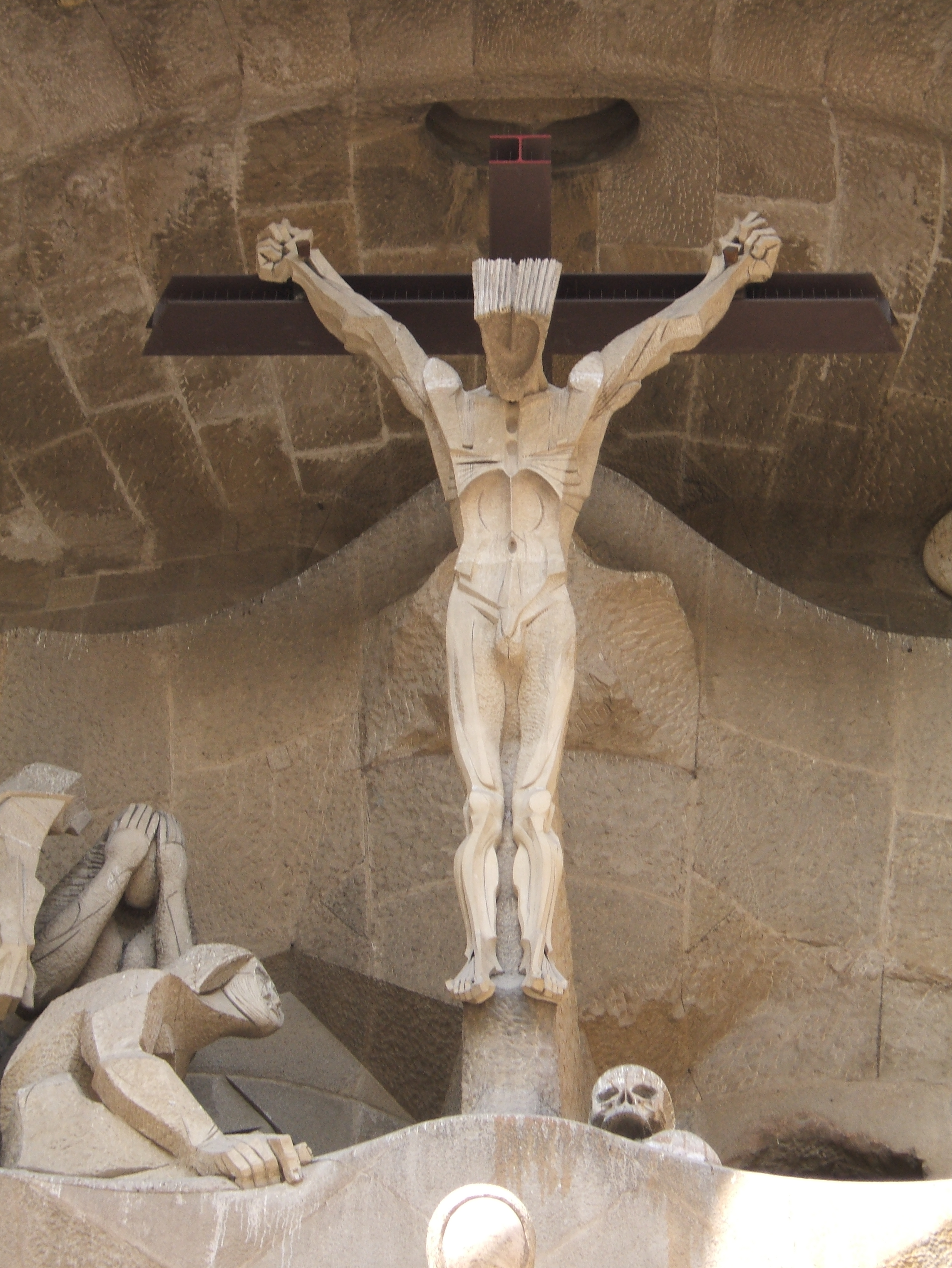
La crocifissione

### Facciata della Gloria

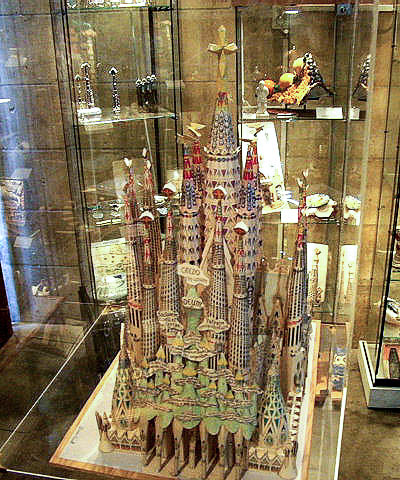
Modello della facciata della Gloria.

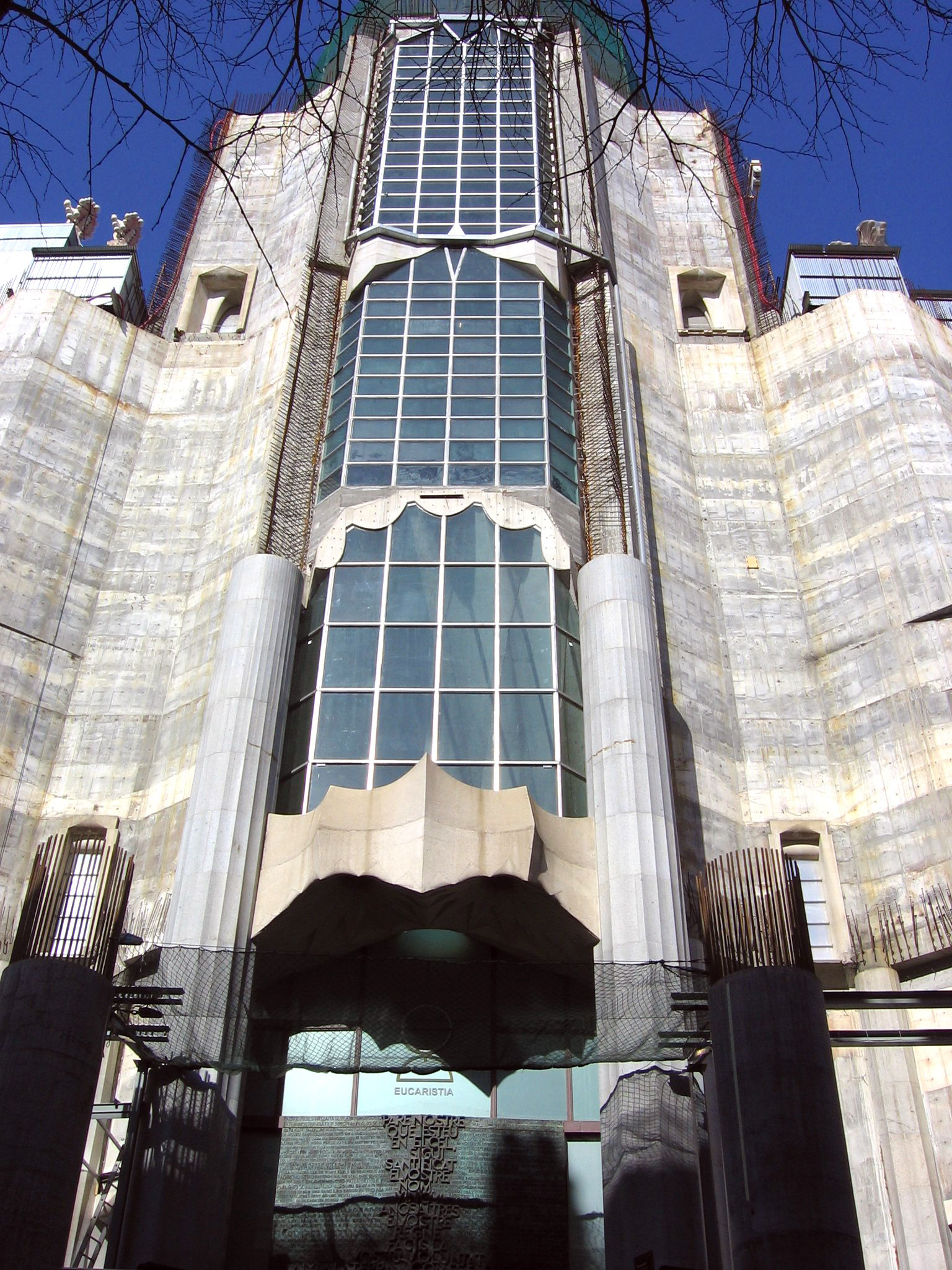
Opere della facciata della Gloria (febbraio 2012).

La facciata della Gloria è quella principale della chiesa, e per questo sarà anche quella più grande, che darà accesso alla navata centrale. I lavori sono iniziati nel 2002. L'opera è dedicata alla gloria celeste di Gesù e rappresenta il cammino verso l'alto e quindi verso Dio. Vi sono rappresentate la Morte, il Giudizio Finale e la Gloria ma anche l'Inferno per chi si discosta dai dettami di Dio. Gaudí abbozzò soltanto le linee generali di questa facciata, perché era cosciente che non l'avrebbe realizzata, quindi pensò di lasciare libertà di esecuzione agli architetti che avrebbero continuato la sua opera.
(Antoni Gaudí)
Per accedere al Portico della Gloria ci sarà una grande scalinata con una terrazza, dove si collocherà il Monumento al Fuoco e all'Acqua, con un grande sostegno per torce (tipo braciere) con il fuoco, a rappresentare la colonna di fuoco che guidò il popolo eletto, e un dispensatore di acqua, con un getto da 20 metri di altezza che si dividerà in quattro cascate, per simboleggiare i fiumi del paradiso terrestre e le sorgenti di acqua viva dell'Apocalisse.
La scala creerà un sottopasso in via Mallorca, che rappresenta l'Inferno e il vizio, e sarà decorato con demòni, idoli, falsi dèi, scismi, eresie, eccetera. Inoltre sarà rappresentato il purgatorio, e la morte raffigurata nelle tombe situate sul pavimento del portico. La condanna al lavoro subito dall'uomo dopo il peccato originale sarà rappresentata nel portico della facciata principale dove saranno rappresentati i vari mestieri: sarto, calzolaio, muratore, panettiere, fabbro, ceramista, falegname, ecc. Lavorando e coltivando le virtù, l'uomo può raggiungere la gloria grazie all'intermediazione dello Spirito Santo. Così, il portico avrà sette grandi colonne dedicate ai sette doni dello Spirito Santo; dove le loro basi saranno i sette peccati capitali e i loro capitelli saranno le sette virtù:
- Doni: Pietà, Fortezza, Intelletto, Sapienza, Consiglio, Scienza, Timore di Dio.
- Peccati: avarizia, accidia, ira, invidia, gola, superbia, lussuria
- Virtù: Generosità, Diligenza, Pazienza, Carità, Temperanza, Umiltà, Castità.

Ci saranno anche sette porte dedicate ai sacramenti e alle richieste del Padre Nostro:
- Battesimo: "Padre nostro che sei nei cieli, sia santificato il tuo nome".
- Estrema Unzione: "Venga il tuo Regno".
- Ordine sacro: "Sia fatta la tua volontà, come in cielo così in terra".
- Eucaristia: "Dacci oggi il nostro pane quotidiano".
- Confermazione: "Rimetti a noi i nostri debiti come noi li rimettiamo ai nostri debitori".
- Matrimonio: "Non ci indurre in tentazione".
- Penitenza: "Liberaci dal male".

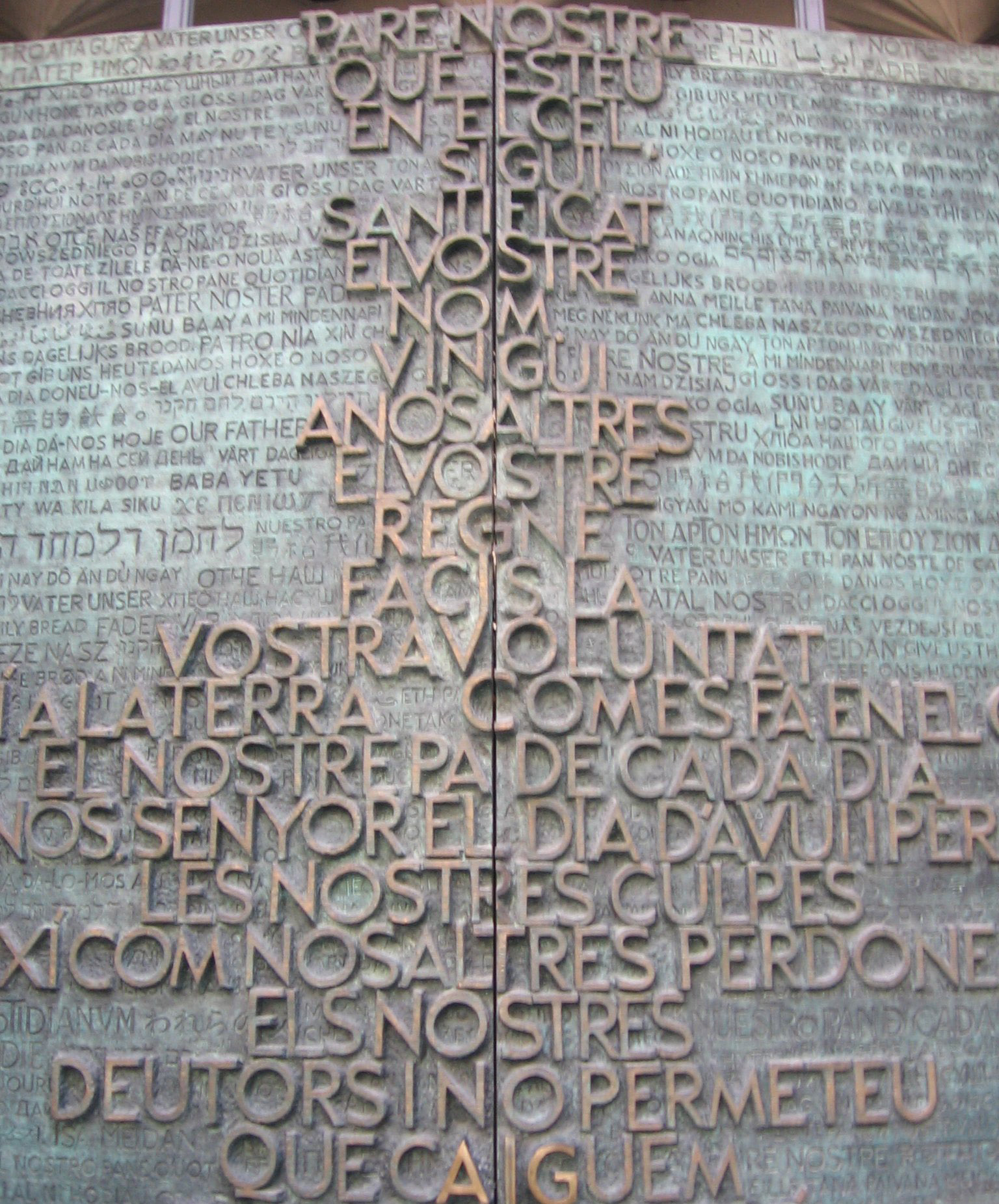
Porta dell'eucaristia di Subirachs.

La prima e l'ultima porta (del Battesimo e la Penitenza), coincideranno con le due cappelle laterali della facciata della Gloria, che intersecheranno il chiostro. Nella facciata, saranno rappresentate anche le Beatitudini e le opere di misericordia corporale e spirituale. Saranno rappresentati anche: Adamo ed Eva come simbolo dell'origine dell'Uomo, san Giuseppe mentre compie il suo lavoro da falegname, la fede, la speranza e la carità, che avranno rispettivamente le sembianze dell'Arca dell'Alleanza, dell'Arca di Noè e della Casa di Nazaret, la Vergine Maria circondata da angeli, santi, profeti, patriarchi, apostoli, martiri, sacerdoti, confessori, vergini e vedove; Gesù nel giorno del Giudizio finale, con lo Spirito Santo nella forma di rosone e Dio Padre che completerà la Trinità maestosa.
La facciata si completerà con una grande nuvola illuminata che conterrà le grandi lettere del Credo (Credo in unum Deum Patrem Omnipotentem, creatorem coeli et terrae), collocata sopra sedici grandi lanterne disposte in ordine crescente: le sette inferiori rappresentano i sette giorni della creazione mentre le nove superiori le gerarchie angeliche. Le torri, le più alte dei tre lati, saranno dedicate a San Pietro, San Paolo, Sant'Andrea e Giacomo il Maggiore.
Il 22 aprile del 2007 si pose una scultura di San Giorgio sulla balaustra del Jubé (sul lato interno della facciata della Gloria), in coincidenza con il 550º anniversario della proclamazione del santo come patrono della Catalogna e nel contesto della celebrazione del 125º anniversario del posizionamento della prima pietra del tempio. Opera di Subirachs, la statua è di bronzo, tre metri di altezza, e si ispira al San Giorgio di Donatello.
Inoltre, tra il 2008 e il 2012 sono state installate le porte della facciata della gloria, realizzati in bronzo da Subirachs con l'aiuto dello scultore Bruno Gallart, con le iscrizioni del Padre Nostro. La porta principale, composto da due lastre di bronzo del peso di due tonnellate ciascuno, presenta il secondo paragrafo di questa preghiera ("Dacci oggi il nostro pane quotidiano") in cinquanta lingue diverse.

### Le Torri

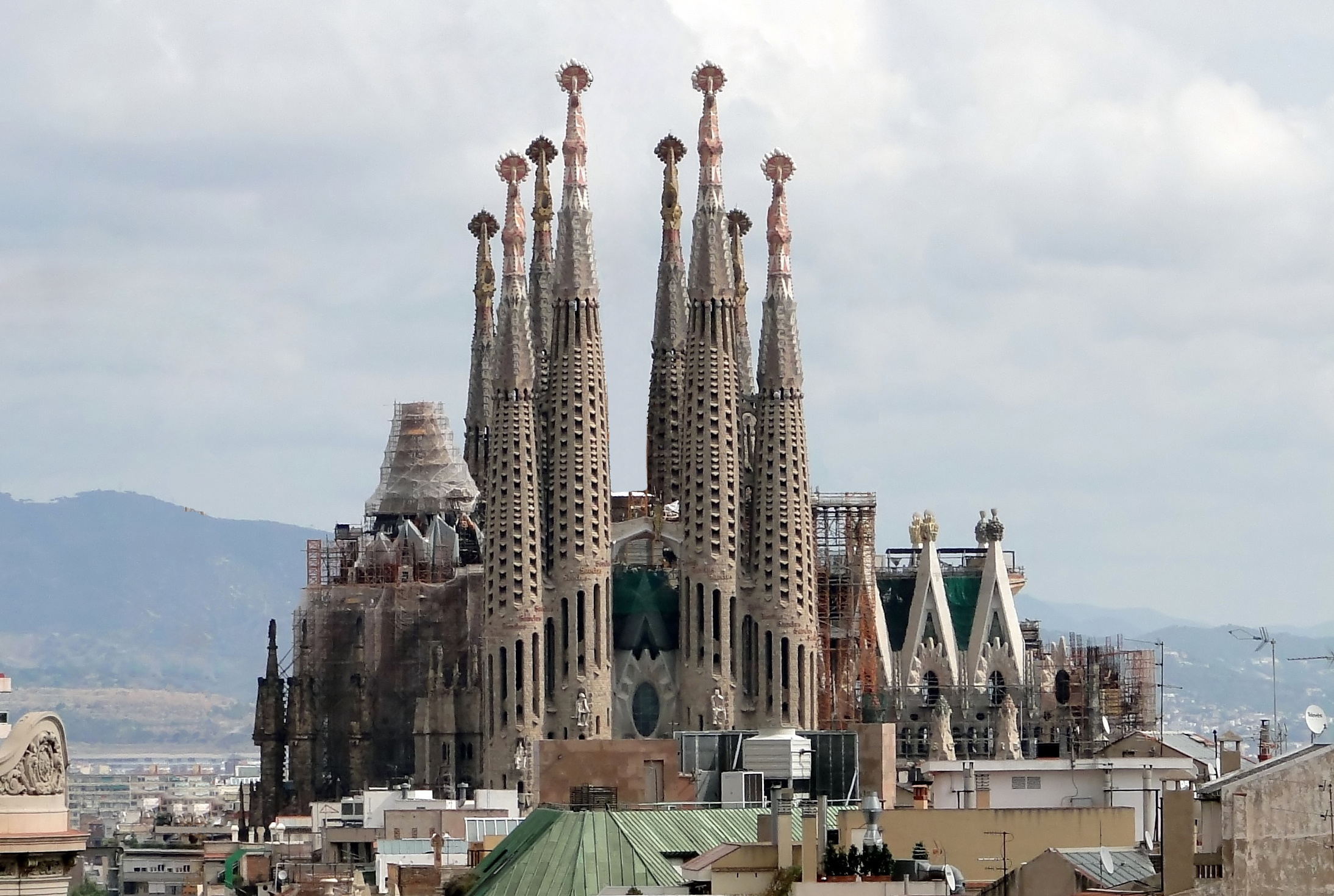
Le torri della Sagrada Familia.

Gaudì progettò un tempio che si elevava in verticale in modo che fosse visibile da qualsiasi punto di Barcellona e fosse riconoscibile rispetto agli altri edifici. Il motivo per cui dotò la Sagrada Famiglia di 18 torri fu per dedicarle ai dodici apostoli, ai quattro evangelisti, a Gesù e alla Vergine Maria. Le altezze sono diverse, in senso ascendente ci sono: le torri esterne della facciata della natività (98,40 metri) e quella centrale (107 m), le torri esterne della facciata della Passione (107,40 m) e il nucleo centrale (112,20 m), le torri della facciata della Gloria (112,50 m) e quella centrale (120 m), la torre dedicata alla Vergine (127,50 m), agli evangelisti (135 m) e a Gesù (172,5 m).

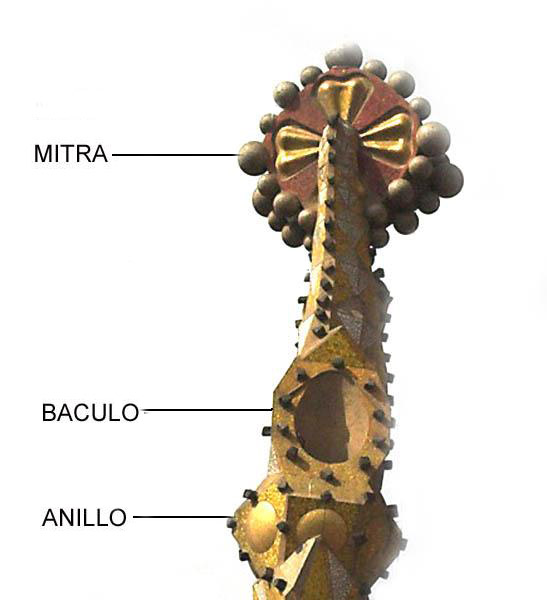
Pinnacolo di una delle torri degli Apostoli, con i simboli vescovili: mitra, báculo (pastorale) e anillo (anello).

Le torri hanno un profilo parabolico e sono realizzate con diverse soluzioni costruttive a seconda del tipo. Le torri degli apostoli sono sormontate da pinnacoli con mosaici veneziani, uno scudo con una croce e numerose sfere bianche, che ricordano la mitra vescovile; sono presenti anche l'anello vescovile, il pastorale e la lettera iniziale di ogni apostolo. Inoltre ci sono diverse iscrizioni come Osanna, Excelsis e il Trisagion Sanctus, Sanctus, Sanctus, ripetuto tre volte in onore della Santa Trinità. La scritta in onore del Padre è in giallo, simbolo dalla luce; quella del Figlio in rosso, simbolo del martirio, e quella dello Spirito Santo in arancione, simbolo della sintesi delle altre due. Sembra che Gaudì per i pinnacoli delle torri si sia ispirato agli steli della pianta Petrosedum sediforme. Su ogni torre è scritto il nome in latino dell'apostolo a cui è dedicata, seguito dalla parola Apostolus e da una statua a lui dedicata. Inoltre, ogni apostolo è legato a una costellazione zodiacale, secondo la corrispondenza stabilita da Beda il Venerabile nell'VIII secolo: San Pietro sarebbe l'Ariete, il Toro Sant'Andrea e così via.
La torri agiscono da campanili, e la Sagrada Familia contiene un totale di 84 campane tra comuni e tubolari. Sulla facciata della Natività ci sono campane tubolari a percussione, sulla facciata della Passione campane tubolari a corpo risonante, sulla facciata della Gloria campane sintonizzate sulle note mi, sol e do. Gaudì compì complessi studi di acustica per raggiungere una perfetta sonorità. All'interno delle torri si trova una scala a chiocciola anch'essa ispirata a un elemento naturale, un tipo di lumaca marina chiamata Turritella communis.
Le torri degli evangelisti sono sormontate dalle statue delle figure allegoriche che li rappresentano nell'iconografia cristiana (Tetramorfo): San Giovanni, l'aquila; San Marco, il leone; San Matteo l'angelo; e San Luca il toro. Nel 2014 si era inizialmente annunciato che le statue, ciascuna alta sette metri, sarebbero state realizzate dallo scultore argentino di origine catalana Juan Carlos Pallarols; tuttavia, successivamente il lavoro è stato affidato allo scultore spagnolo Xavier Medina-Campeny, le cui opere sono state collocate in cima alle quattro torri nel 2023. Inoltre, su queste torri sono presenti i doccioni in granito, alti quattro metri, che sono già stati costruiti da Etsuro Sotoo, con varie forme che simboleggiano gli evangelisti: quello di Giovanni presenta sette pergamene, in quanto scrittore dell'Apocalisse; quello di Matteo ha la forma di una borsa di denaro, con riferimento al suo lavoro di esattore delle tasse; quello di Marco ha la forma di un lenzuolo, con riferimento al racconto, presente solo nel suo Vangelo, del giovane che seguì i soldati coperto solo da un lenzuolo e che scoperto fuggì nudo, la notte dell'arresto di Gesù; infine Luca è simboleggiato dalla borsa di un medico con gli strumenti. Ogni torre avrà due luci per illuminare la strada e la torre di Gesù. Inoltre, sono collegate ai 12 segni dello zodiaco, ai 4 elementi ed alle 4 fasi del percorso della conoscenza:
| Evangelista  | Simbolo | Elemento | Segno zodiacale | Conoscenza   |
| ------------ | ------- | -------- | --------------- | ------------ |
| San Matteo   | Angelo  | Aria     | Acquario        | Intelligenza |
| San Luca     | Toro    | Terra    | Toro            | Volontà      |
| San Marco    | Leone   | Fuoco    | Leone           | Valore       |
| San Giovanni | Aquila  | Acqua    | Scorpione       | Silenzio     |

La torre di Maria si trova sull'abside, ed è sormontata da una stella a dodici punte inaugurata l'8 dicembre 2021. Infine, la torre di Gesù sarà sormontata da una grande croce con sei braccia, di 15 metri; nella sua parte centrale includerà un agnello, con l'iscrizione Tu solus Sanctus, Tu solus Dominus, Tu solus Altissimus e le parole Amen ed Hallelujah. Ciascuno dei quattro bracci della croce avrà un potente fascio di luce che sarà visibile a grande distanza. All'interno, la torre di Gesù sarà divisa in tre piani, che simboleggiano la frase relativa a Cristo "Io sono la Via, la Verità e la Vita”.

## Organo a canne

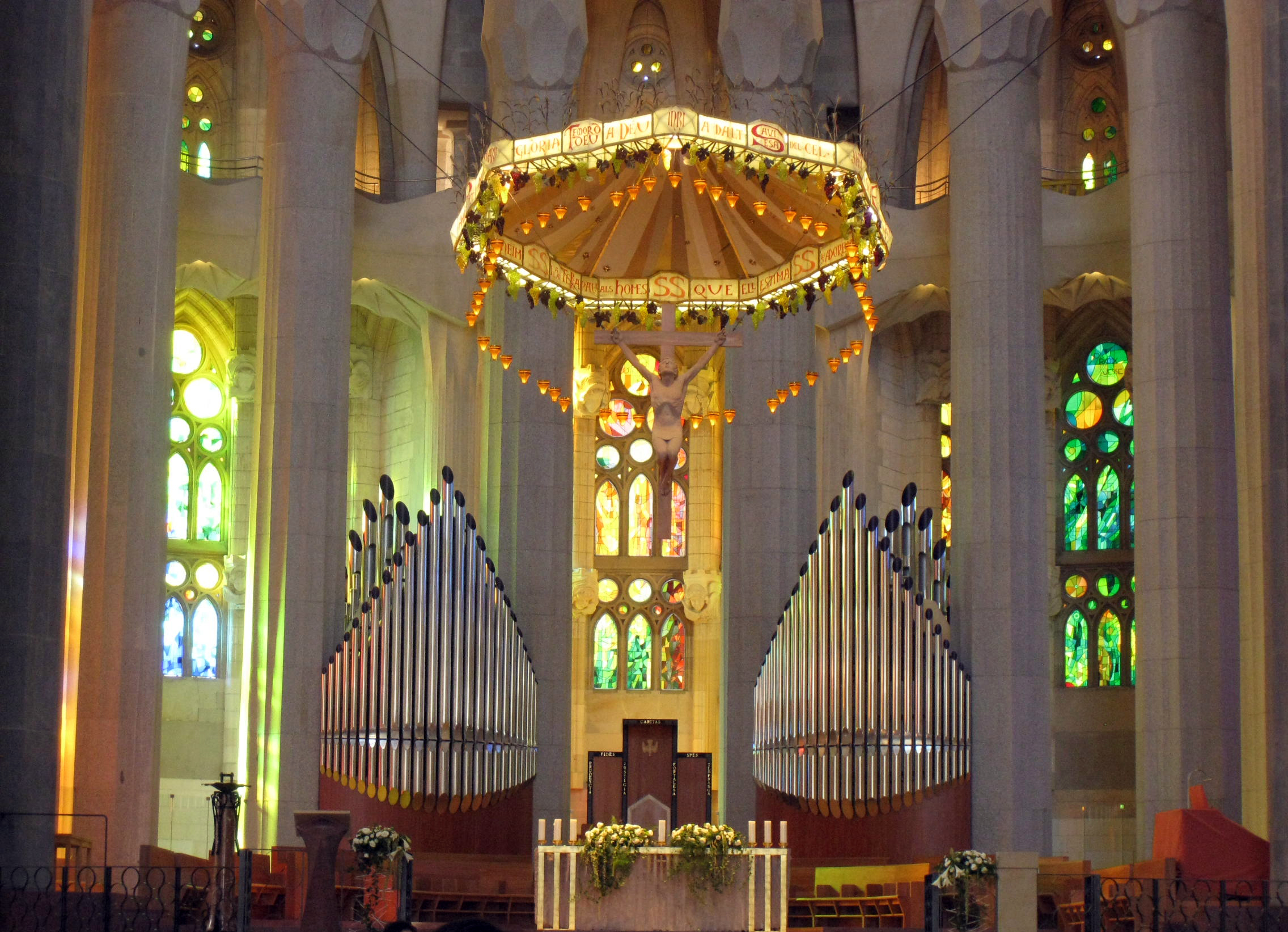
Il presbiterio e l'organo.

Nell'abside, ai lati della cattedra, si trova l'organo a canne, costruito nel 2010 dalla ditta organaria spagnola Blancafort Orgueners des Montserrat con lo scopo di accompagnare le liturgie. Esso fa parte di un progetto di dotare la basilica di un più grande strumento, con 8000 canne da collocarsi in sei diversi punti della chiesa.
Lo strumento è a trasmissione elettronica, e possiede 1492 canne per un totale di 29 registri. Il materiale fonico diviso in due corpi aventi la facciata principale, verso il presbiterio, composta da canne dell'ordine di 8' e la facciata posteriore, verso il deambulatorio, composta da canne dell'ordine di 16'. La consolle, mobile indipendente, è situata generalmente sulla destra del presbiterio ha due tastiere di 56 note ciascuna ed una pedaliera concava di 30; i registri e gli accoppiamenti sono azionati da pulsanti di forma circolare disposti su più file ai lati dei manuali. L'organo dispone di un'interfaccia MIDI che gli permette di suonare da solo senza bisogno di un organista.

## Influenza culturale
- Nel 1987 il gruppo musicale britannico The Alan Parsons Project ha dedicato una canzone alla Sagrada Familia nell'album Gaudi, ispirato all'architetto catalano.
- Il 10° film della serie anime dei Pokémon, intitolato L'Ascesa di Darkrai, ha luogo nella città fittizia di Alamos, ideata dal regista Kunihiko Yuyama sulla base di Barcellona. Ad Alamos sorgono le Torri SpazioTempo, strutture religiose graficamente ispirate alla Sagrada Familia. Inoltre, l'architetto fittizio che realizzò le Torri si chiama ゴーディ (Gaudí, seppur tradotto in Occidente come Godey), e suo nipote si chiama Tonio, due riferimenti diretti al vero architetto Antoni Gaudì.
- Nel film Lupin III - Un diamante per sempre la trama ruota attorno alla Sagrada Familia.
- La Sagrada Familia fa parte delle ambientazioni dove si sviluppa la storia di Dan Brown Origin del 2017.